# Grey's Anatomy
Pour les articles ayant des titres homophones, voir Gray's Anatomy (homonymie).
Production
Diffusion
Chronologie
Private Practice
Grey’s Anatomy ou Dre Grey, leçons d'anatomie au Québec est une série télévisée médicale américaine, créée par Shonda Rhimes et diffusée depuis le 27 mars 2005 sur le réseau ABC et en simultané sur le réseau CTV au Canada.
La série en est actuellement à sa vingt-et-unième saison.
Le 28 février 2022, elle devient la série médicale de première partie de soirée la plus longue des États-Unis avec 400 épisodes au compteur, dépassant ainsi Urgences.
En France, elle est diffusée depuis le 3 juillet 2006 sur TF1 (en HDTV et depuis 2007 en version multilingue) et rediffusée de manière régulière sur TFX (NT1) et TF1 Séries Films (HD1) Canal+ Séries et Canal+. Elle est également diffusée en Belgique depuis le 5 mars 2006 sur RTL-TVI, en Suisse depuis le 9 novembre 2006 sur la RTS (anciennement TSR), et au Québec depuis le 13 janvier 2007 sur ICI Radio-Canada Télé puis sur ICI ARTV à partir de la saison 14. Elle arrive sur le catalogue Star de Disney+ dès le 1er juin 2022 (saisons 1 à 21).
Le titre est un jeu de mots entre le patronyme du personnage principal, Meredith Grey, et le titre d'un manuel anglophone d'anatomie intitulé Gray's Anatomy, initialement écrit par Henry Gray en 1858 et régulièrement réédité, la dernière édition datant de 2008. Cet ouvrage est traduit en de nombreuses langues, et sa version française est supervisée par Fabrice Duparc, chirurgien et professeur exerçant à la faculté de médecine de Rouen. Ce livre est considéré comme une bible de l'anatomie humaine depuis plusieurs générations.
La série raconte la vie d'un hôpital universitaire fictif, le Seattle Grace, et de ses chirurgiens. L'histoire débute par l'arrivée d'une nouvelle promotion d'internes, se focalisant sur cinq d'entre eux, Meredith Grey, Alex Karev, Cristina Yang, Izzie Stevens et George O'Malley, alors sous la supervision d'une résidente surnommée « le tyran », la Dre Miranda Bailey, ainsi que de titulaires, tels que le Dr Derek Shepherd ou le Dr Preston Burke. Le service de chirurgie est quant à lui dirigé par le Dr Richard Webber.
De nombreux autres personnages, principaux ou secondaires, viennent s'ajouter au fil des saisons.

## Synopsis
Cette série met en scène une équipe médicale d'un hôpital fictif de Seattle : le Seattle Grace Hospital (puis Seattle Grace - Mercy West Hospital, lors de la saison 6 et enfin, Grey Sloan Memorial Hospital, dès la saison 9). Le titre fait référence à Meredith Grey, interne, résidente, titulaire puis cheffe du service de chirurgie générale, qui a un lien plus ou moins direct avec tous les autres personnages principaux.
La série commence lors du premier jour d'internat de Meredith en chirurgie au Seattle Grace Hospital. Elle va devoir travailler pendant sept ans si elle veut réussir sa spécialité, tout comme ses camarades internes de première année, Cristina Yang, Izzie Stevens, George O'Malley et Alex Karev. Ils étaient encore étudiants il y a très peu de temps ; aujourd'hui, ils sont tous médecins, un métier où l'apprentissage peut mener les patients à la vie comme à la mort, au meilleur comme au pire.
Ancienne chirurgienne renommée, la mère de Meredith (la Dre Ellis Grey) est atteinte de la maladie d'Alzheimer.
Ajoutez à cela la complexité et les hauts et les bas de la vie privée des internes, leur quotidien n'est pas de tout repos… Mais très vite, ils prennent leurs marques, tissent de forts liens d'amitié et d'amour, s'entraident les uns les autres, tout en découvrant très vite les personnalités cachées des uns et des autres.
Grey's Anatomy se distingue aussi par le nombre impressionnant d'intrigues amoureuses développées entre les personnages eux-mêmes, comme : Meredith et Derek, Meredith et Finn, Derek et Addison, Addison et Mark, Cristina et Preston, Alex et Izzie, Izzie et George, George et Callie, le triangle amoureux Mark-Callie-Arizona, George et Lexie, Richard et Ellis Grey, Lexie et Mark, Alex et Josephine, Lexie et Jackson, Jackson et April, Richard et Catherine, le triangle amoureux Cristina-Owen-Teddy, Meredith et Nathan, Jackson et Stephanie, Meredith et Andrew, Jackson et Maggie, Owen et Amelia, Amelia et Link, etc.

## Intrigues des différentes saisons
La série démarre sur la rencontre entre Meredith Grey et le Dr Derek Shepherd dans un bar, les deux décidant de passer la nuit ensemble. Le lendemain, elle découvre avec stupeur qu'il est son supérieur à l'hôpital où elle commence son internat. Ce sera le début d'une grande histoire d'amour où les obstacles seront nombreux. À la fin de la saison 1, on découvre en effet que Derek est marié au Dr Addison Montgomery, qu'il avait quittée car elle l'avait trompé avec son meilleur ami d'enfance : Mark Sloan. Addison Montgomery débarque donc de New York pour un cas à Seattle et est censée repartir juste après l'opération, mais reste finalement, la proposition, faite par le Dr Richard Webber, d'avoir le plus grand service de néonatalogie de la côte Ouest lui semblant alléchante. Derek choisit d'abord son épouse, préférant être un « homme bien » et ne pas gâcher son mariage. Mais, bizarrement, le coup d'un soir se révèle beaucoup plus agréable que sa femme. Alors, il revient chez Meredith qui avait presque réussi à tourner la page et sortait avec un vétérinaire, Finn. Elle se remet donc avec Derek, le quitte une seconde fois… Il sort alors avec une infirmière, Rose. À la fin de la saison 4, Meredith se rend sur le terrain qu'il a acheté et dessine une maison en bougies, lui expliquant qu'elle veut des enfants, une vie heureuse et normale à ses côtés. Ils se remettent ensemble et se marient sur des post-it. À la saison 6, elle est enceinte mais n'a pas le temps de prévenir Derek à cause d'un tueur fou qui pénètre l'hôpital et sous l'effet du stress, elle fait une fausse couche, avant même que Derek ne soit mis au courant de sa grossesse. Au début de la saison 7, Meredith n'obtient pas le droit d'opérer, car le psychologue pense qu'elle n'a pas vraiment tourné la page de cet épisode du tueur fou. Plus tard elle reproche à Derek ses nombreux excès de vitesse qui se terminent, à chaque fois, au commissariat. Lassée, elle décide, le temps du mariage de Cristina et Owen de le laisser en garde à vue. Elle lui explique qu'elle préférait le savoir en garde à vue plutôt que mourant, comme lorsqu'il s'est fait tirer dessus. Elle lui avouera finalement qu'elle était enceinte, ils se promettent de se soutenir. À la fin de l'épisode, elle obtient finalement le droit d'opérer. À la suite du projet de Alex de faire venir des enfants d'Afrique, Derek et Meredith rencontrent la petite Zola. Ils tombent sous le charme et veulent l'adopter. Ils entament par la suite une procédure d'adoption qui sera suspendue à la suite de la falsification des dossiers de l'essai de Derek. L'adoption aura enfin lieu un peu plus tard. Quelques années plus tard, Meredith tombe à nouveau enceinte et cette fois-ci sa grossesse arrivera à terme. Leur deuxième enfant est un garçon et se nomme Bailey, il est né dans une situation stressante puisque Meredith accouche pendant qu'une tempête a lieu. À la fin de la saison 9, Derek et Meredith seront donc parents de deux enfants. Mais la famille ne finit pas de s'agrandir. Après le décès choquant de Derek, Meredith s'enfuit pendant plusieurs mois. C'est seulement lors de son retour que nous apprenons qu'elle était enceinte de Derek lorsque celui-ci est décédé. Neuf mois après le décès de son mari, Meredith accouche de Ellis, son troisième enfant.
Cristina Yang et le Dr Preston Burke entament eux aussi une relation, plus chaotique. En effet, Cristina, véritablement amoureuse de son travail et assez peu à l'aise avec les sentiments, sera un obstacle à la volonté de Preston de former un mariage stable et de fonder une famille. Elle accepte finalement de l'épouser à contre-cœur et en soumettant des conditions qu'il ne respectera pas. Prise de doute à l'église, elle hésite durant quelques secondes, trop longues pour Burke qui la quitte et ne réapparaît plus, démissionnant de son poste à l'hôpital. À la 5e saison, le major Owen Hunt apparaît et courtise Yang qui s'entiche de lui, allant même jusqu'à vivre une histoire d'amour qui tiendra longtemps. L'arrivée d'une « déesse de la cardio », le Dr Teddy Altman, (« cadeau » de Hunt à Yang qui se plaint de ne plus avoir de mentor cardio-thoracique) qui a été au front avec Owen Hunt et qui lui voue une amitié ambiguë, va perturber leur relation. Hunt avoue finalement qu'il aime aussi le Dr Altman, et ce depuis qu'ils étaient en Irak ensemble. Yang le quitte, mais, lorsqu'un tueur arrive à l'hôpital, on sous-entend qu'elle lui a pardonné… Ils finissent par se marier, mais Cristina n'arrive plus à opérer (à la suite du traumatisme de la fusillade). Néanmoins, ils réussissent à surpasser cet obstacle douloureux, mais leur couple se retrouve très vite fragilisé par d'autres problèmes. En effet, Cristina a toujours été catégorique sur le fait qu'elle ne veuille pas d'enfant, jamais. Owen s'en était contenté mais ne parvient plus à vivre sans imaginer un avenir avec des enfants. Leurs désirs futurs divergent, et Cristina accepte un poste en tant que titulaire en cardiologie dans le Minnesota (saison 9). A son retour, elle garde des rapports très ambigus avec Owen. Et ils continuent de se voir après leur divorce. Elle quitte définitivement Seattle au terme de la Saison 10, après la réapparition de Preston Burke, lui proposant de reprendre la direction de son centre médical à Zurich, en Suisse - afin qu'elle puisse poursuivre ses recherches entreprises tout au long de cette dernière saison.
De leur côté, Izzie Stevens et Alex Karev ne s'entendent pas bien du tout, au début de la série. Mais cette inimitié va peu à peu s'étioler, et les deux médecins vont progressivement se rapprocher… Cependant, leur relation connaîtra des hauts et des bas, Alex n'étant pas quelqu'un de stable. Après avoir trompé Izzie avec l'infirmière Olivia dans la saison 2, celle-ci trouve un certain réconfort auprès de Denny Duquette, un patient trentenaire aux airs de parfait gentleman et qui souffre de problèmes cardiaques sérieux. Entretenant un amour passionné pour lui, Izzie n'hésite pas à trafiquer son appareillage en y sectionner le tube lui permettant d'attendre patiemment une greffe de cœur. Izzie est suspendue en début de saison 3, malgré le soutien de ses collègues Meredith, Cristina, George et Alex (à contrecœur pour ce dernier) qui tentent de duper l'interrogatoire. Alex quant à lui, prend sous son aile une patiente victime de l'accident de ferry qui survient durant la saison 3. Partiellement défigurée et la mémoire défaillante, elle se remet totalement à Alex en qui elle place son entière confiance. Ils vivent une idylle relativement courte au cours de la saison 4, qui se solde par la grossesse nerveuse d'Ava/Rebecca. C'est à la suite de la tentative de suicide de celle-ci qu'Alex se résout à la faire interner en psychiatrie avant de retomber dans les bras d'Izzie qui s'inquiète beaucoup pour lui. Ils se remettent ensemble au début de la saison 5, mais très vite Izzie découvre qu'elle a une tumeur au cerveau et subit plusieurs opération ainsi qu'un traitement chimio. Ils se marient alors qu'Izzie est toujours à l'hôpital, pensant qu'elle vit ses derniers instants. Mais elle est finalement en rémission au début de la saison 6 et décide avec Alex de vivre dans la caravane laissée par Derek. La fusion cause alors la perte de son poste à la suite d'une faute d'inattention dans un dosage médicamenteux. Elle est renvoyée par Richard qui y est contraint par l'administration et rompt avec Alex sans lui laisser une chance de tout arranger. Ils divorcent plus tard dans la saison, par courrier interposé. Alex vit alors une aventure avec Lexie Grey, la demi-sœur de Meredith, pour compenser l'absence d'Izzie. Mais il reste finalement célibataire au cours des saisons 7 et 8 malgré quelques conquêtes dont Lucy Fields, la gynécologue-obstétricienne chargée de suivre la grossesse de Callie. Il fait la connaissance de Jo Wilson, l'une des internes de la nouvelle promo'. Leurs échanges sont de prime abord peu cordiaux et tout semble les opposer. Néanmoins ils se découvrent très vite des points communs et finissent par tomber sous le charme l'un de l'autre. De nombreux obstacles entravent alors leur route durant les saisons à venir. Le retour du père d'Alex engendre certaines tensions à la suite de blessures restées ouvertes. Alex est également incarcéré dans la saison 13 après avoir passé à tabac DeLuca qui raccompagnait Jo' chez elle, alors qu'elle était ivre (il croyait qu'il voulait abuser d'elle). Alex découvre également par la suite que Jo' cache sa véritable identité depuis qu'elle fuit son ex-fiancé qui se montrait violent à son égard. Il réapparaît dans sa vie durant la saison 14, après avoir réussi à retrouver sa trace. Alex et Jo' se marient dans le final de la saison 14 et ont déjà de nombreux projets en tête, dont celui de fonder une famille. Cependant, lors du procès mettant en cause Meredith dans une affaire de falsification de documents, Alex a pu récolter le témoignage d'Izzie afin de garantir La Défense de Meredith. C'est à la suite de ces échanges qu'Alex est parvenu à renouer contact avec Izzie, et qu'il a découvert que depuis son départ, elle a donné naissance à de faux-jumeaux grâce à ses embryons et au sperme d'Alex congelés à l'époque de son cancer, pour lui permettre d'espérer avoir des enfants plus tard. Alex décide ainsi de rejoindre son ex-femme pour y élever ensemble leurs enfants, et laisse une simple lettre d'adieu à Jo' pour rompre avec elle.
Lexie Grey est la demi-sœur de Meredith du côté de leur père, elle a également une sœur aînée : Molly. Elle apparaît pour la première fois à la fin de la saison 3, dans le bar de Joe où se sont rencontrés quelques années auparavant Derek et Meredith. Derek est le premier à la rencontrer dans ces mêmes circonstances, sans qu'elle ne décline pour autant son identité. C'est George qui découvrira la vérité en premier, lorsqu'elle s'installe avec les nouveaux internes dans les vestiaires de l'hôpital. Il rempile ainsi son internat avec Lexie à ses côtés. ET celle-ci n'hésite pas à le mettre en valeur auprès des autres internes, vantant ses mérites ; et ce même après avoir appris qu'il a redoublé son année. Elle apprend d'ailleurs qu'il a raté son examen d'un seul point en fouillant dans son dossier, et l'encourage pour qu'il demande à repasser l'épreuve auprès du chef. Ce qu'il fera, et ce sera couronné de succès. Lexie finit par développer de réels sentiments pour lui, mais elle peine à les lui montrer. Elle lui révèle finalement ce qu'elle a sur le cœur lorsqu'elle découvre qu'il ne l'a pas incluse parmi sa nouvelle équipe d'internes. D'autre part, elle essuie une lourde déception après plusieurs tentatives pour entrer dans la vie de Meredith. Elle noue par la suite une relation avec le Dr Mark Sloan, qui fera jaillir beaucoup de colère chez Derek qui avait défendu à son meilleur ami d'approcher la jeune Grey. Malgré cela, ils trouvent un compromis, et leur relation se définit un peu plus jusqu'à l'arrivée de Sloane Riley, la fille cachée de Mark, enceinte et à la rue. Elle se montre compatissante mais réalise qu'elle ne fait pas le poids face à elle et oblige Mark à choisir entre elle ou sa fille, ce qui marque la fin de leur relation. Elle se réconforte alors dans les bras de Jackson durant la saison 7, mais retourne vite dans les bras de Mark qui lui manque. L'annonce de la grossesse de Callie avec qui il a couché durant leur éloignement cause une nouvelle fois leur rupture, ne tenant vraiment pas à devenir la belle-mère d'un enfant qu'elle ne voulait pas. Elle reste seule tout du long de la saison 8 et espère que Mark lui reviendra. Mais la nouvelle petite-amie de ce dernier, Julia, sera l'objet de tous ses vices. Elle est comptée parmi les victimes du crash aérien qui survient dans le final de la saison 8 en pleine forêt. Seuls Meredith, Derek, Cristina et Arizona y échappent sains et saufs. Lexie décède de ses blessures, alors coincée sous la carcasse de l'avion. Mark meurt quelques semaines plus tard à l'hôpital (début de la saison 9), ne ressortant jamais du coma.
George O'Malley, qui en pinçait au départ pour Meredith, finira par avoir une relation avec le Dr Callie Torres, et ira même jusqu'à l'épouser, chose qu'il regrettera amèrement, se découvrant des sentiments pour Izzie. En fin de compte, Izzie et George se quittent, regrettant leur ancienne complicité et amitié. Izzie se découvrira un cancer dont les chances de survie sont de 5%. Après une opération pratiquée par Shepherd, elle est finalement en rémission. George, quant à lui, se fait plus discret ; Izzie ayant Alex, il n'a presque plus d'amis. Il décide de s'engager dans l'armée et sur le chemin, il sauve une femme qui allait se faire renverser par un bus. Mais c'est lui qui passe sous les roues et il meurt en héros.
Le Dr Miranda Bailey est une femme accomplie dans son travail doublée d'une femme sensée et sage qui tient à appliquer les lois internes de l'hôpital. Toutefois, elle rencontre plus de difficultés à être une épouse et une mère à la hauteur malgré toutes ses responsabilités. Son mariage bat de l'aile et finit par un divorce difficile et éprouvant pour Miranda. Plusieurs de ses amis et proches essaient de la caser, en vain, car elle n'a pas la tête à ça et pense ne pas trouver chaussure à son pied. Mais lorsque l'hôpital fusionne avec Mercy West et qu'un charmant anesthésiste Ben Warren fait son apparition, Bailey a bien du mal à lui résister… Ils vont avoir une brève aventure mais, après la fusillade, Miranda préfère se séparer de lui, car elle n'a « pas de place pour lui dans sa vie actuellement ». Plus tard, ils se marient.
Le Dr Richard Webber, chef de l'hôpital, est un chirurgien de renommée. Mais il fut l'amant d'Ellis Grey, la mère de Meredith. Leur relation était extra-conjugale, les deux étant mariés à l'époque. Mais lorsque Ellis Grey a divorcé de son mari pour pouvoir vivre son idylle et ne plus la cacher, Richard a refusé de se séparer d'Adèle, son épouse, entraînant la fin de leur relation. Il se fait détrôner par Shepherd qui prend son poste de chef car Richard a des problèmes d'alcool. Après la fusillade à l'hôpital, Derek démissionne de son poste de chef, pour se consacrer à la chirurgie. Dans la saison 7, on apprend que sa femme a la maladie d'Alzheimer et que la maladie empire très vite. On apprend qu'il a une fille, Margaret « Maggie » Pierce de sa liaison avec Ellis. À la fin de la saison 11, Catherine Avery demande Richard en mariage puis ils se marient à la chapelle de l'hôpital.
Viennent ensuite Jackson Avery et April Kepner. Ils arrivent au début de la saison 6 à la suite de la fusion avec Mercy West. Ils couchent ensemble la veille de leurs examens et entament une relation semée d'embûches, d'abord parce qu'April regrette son geste et a l'impression de trahir Dieu et ses principes. Jackson s'en retrouve affecté et ils font une pause pendant laquelle April fait la connaissance de Matthew Taylor, un ambulancier tenant aux mêmes valeurs qu'elle. Ils se mettent ensemble mais Matthew garde toujours un doute quant aux sentiments d'April à l'égard de Jackson, son meilleur ami. Leur mariage est prévu durant la saison 10, mais Jackson intervient pendant la cérémonie - pourtant en couple avec Stéphanie, l'une de ses internes - et déclare sa flamme à April devant l'audience. Ils se marient par la suite puis April tombe enceinte. On découvre plus tard dans la saison 11 que le bébé est atteint d'une grave anomalie. Ensemble, ils prennent la décision d'interrompre la grossesse et décident de l'appeler Samuel Norbert Avery. On voit le bébé être baptisé avant de mourir quelques heures plus tard dans les bras d'April. À la suite de cela, le couple connaît des hauts et des bas mais c’est le départ d’April pour la Jordanie qui signe la fin de leur relation. Néanmoins, après avoir signé les papiers du divorce, April apprend qu’elle est enceinte d’une fille. La grossesse se passe bien et l’accouchement par césarienne est pratiqué par Ben dans la cuisine de Meredith. April et le bébé nommé Harriet Kepner-Avery survivent, mais sa relation avec Jackson ne reprend pas pour autant... Et Jackson vit une relation tumultueuse avec le Dr Maggie Pierce, la demi-sœur de Meredith, et fille naturelle de Richard Webber et Ellis Grey. Mais après s'être mutuellement rendus compte qu'ils n'étaient pas faits l'un pour l'autre, ils se séparent et Jackson côtoie Victoria Hughes qui travaille en tant que pompier à la Station 19 de Seattle, mais ce sera un nouvel échec amoureux... De son côté, April croise la route de Matthew, son ex-futur fiancé qu'elle avait abandonné devant l'autel pour Jackson. Il perd sa récente épouse à l'hôpital et se retrouve veuf. April l'accompagne dans cette terrible période et l'aide à traiter sa fille, Ruby. Elle accepte finalement sa main à la fin de la saison 14, et quitte Seattle pour aider les plus démunis bénévolement.
Lors de la saison 17, le contexte anxiogène de la Covid-19 permet à Jackson de se rapprocher de Jo, maintenant divorcée depuis peu avec Alex. Malgré leur relation de sex-friend, cela n'aboutit à rien, et Jackson décide de s'en remettre à son père qu'il ne connaît que très peu, afin qu'il lui prodigue quelques conseils. Jackson veut prendre la tête de la fondation Avery, afin de mieux respecter et aider les personnes discriminées par le système de santé aux États-Unis. ET pour cela, il prend la décision d'emménager à Boston, où se trouve le siège de la fondation et propose à April de s'y installer afin d'élever leur fille Harriet ensemble, elle accepte.
Sans oublier Addison Forbes-Montgomery, une des meilleures obstétriciennes du pays, la femme de Derek qui a trompé ce dernier avec Mark, le meilleur ami de Derek. Elle fera son apparition à la fin de la saison 1. Après un divorce avec Derek, elle couchera avec Mark, puis Alex Karev avant de quitter Seattle pour une clinique privée à Los Angeles à la fin de la 3e saison. Cependant elle reviendra chaque saison (lors des saisons 4 à 8) pour diverses interventions chirurgicales.
Et enfin, le Dr Callie Torres, qui dès son apparition à la fin de la saison 2, ne cachera pas son attirance pour George. Ils commenceront à sortir ensemble puis se marieront. Callie en aura vite marre que George se concentre plus sur ses amis que sur sa femme. Après quelques disputes et l'adultère de George, ils divorceront. Elle sera ensuite très amie avec le Dr Erica Hahn, une amitié qui finira par un baiser et une relation. Callie découvre donc sa bisexualité avec Erica, et commencera tout doucement avec elle pour pas se brusquer. Elle va jusqu'à coucher avec Mark pour voir la différence. Après le départ d'Erica, Callie nouera ensuite une relation avec le Dr Arizona Robbins. Elle sera inconsolable après la mort de George. Il y aura quelques disputes entre Arizona et Callie sur le fait d'avoir des enfants car Callie en veut mais pas Arizona. Callie couchera avec Mark et tombera enceinte. Puis elle et Arizona se marieront. À la fin de la saison 9, leur couple va être remis en question et Callie finira par quitter Arizona, car Arizona a trompé Callie et cette dernière a amputé la jambe d'Arizona après un accident d'avion. Chacune finit par faire sa vie de son côté. Callie rencontre Penelope Blake (une chirurgienne qui exerçait dans le même hôpital où Derek est décédé, faute d'un diagnostic mal établi), et la révélation de son implication dans la mort de Derek crée très vite une discorde entre elles. Callie part finalement avec Penny à New-York puisque cette dernière y a reçu une bourse pour ses recherches. Mais sa volonté a emmener sa fille Sofia avec elles, l'amène en procédure juridique contre son ex-femme Arizona, qui désire plus que tout conserver une garde partagée.
À la suite du départ de Callie à la fin de la saison 12, Arizona tourne enfin la page et fréquente le Dr Eliza Minnick, venue pour redresser le niveau d'apprentissage des résidents à l'hôpital, jusqu'à maintenant dirigé par Richard. Mais son affiliation avec Eliza crée très vite des rivalités avec des collègues de travail, ainsi qu'avec Richard qui était devenu un proche ami. À la suite de son échec pour révolutionner le système d'apprentissage des résidents, Minnick s'en va en fin de saison et ainsi s'achève sa courte relation avec Arizona. Elle rencontre ensuite le Dr Carina DeLuca, la sœur d'Andrew qui est devenu son colocataire. Mais cela n'aboutit à rien puisqu'Arizona a conservé de très bonnes relation avec Callie, malgré la distance. Ce qui conduit ainsi à son départ à la fin de la saison 14, lorsqu'elle décide de rejoindre Callie à New York, notamment pour le bien de Sofia qui réclame de voir plus souvent sa seconde maman. On apprend également à travers des échanges téléphoniques que Callie a rompu avec Penny.
Parmi les personnages récurrents, on retrouve aussi parfois dans des flash-back ou dans les premières saisons, la mère de Meredith, Ellis Grey, grande chirurgienne de l'hôpital Seattle Grace, qui a la maladie d'Alzheimer.

## Distribution
La série se distingue par de nombreux départs d'acteurs-phares au fil des saisons (23 en 18 saisons). La plupart ont démissionné pour se consacrer à de nouveaux projets ; trois d'entre eux ont été licenciés pour mésentente avec la production ou un de leurs partenaires ; certains ont été réorientés vers une série dérivée. Scénaristiquement, dix personnages ont démissionné pour poursuivre leurs projets, quatre sont morts et quatre ont été licenciés officiellement par la direction de l'hôpital.
Le premier départ d'un acteur principal est celui de Isaiah Washington, l'interprète du Dr Preston Burke, durant les saisons 1 à 3.
En 2007, une série dérivée voit le jour, Private Practice
Le premier départ d'un acteur de la série principale pour une série dérivée, et continuant d’apparaître occasionnellement dans Grey's Anatomy fut celui de l'actrice Kate Walsh (Dr Addison Montgomery), en 2007, à la fin de la saison 3 pour Private Practice ; elle continua également d’apparaître par la suite dans Grey's Anatomy, en tant qu'invitée durant les saisons 4 à 8 puis au cours de la 18e saison.
Le troisième départ d'un acteur principal est celui de Brooke Smith, l'interprète du Dr Erica Hahn, durant les saisons 4 et 5.
Par ailleurs, Kim Raver, l'interprète du Dr Teddy Altman, durant les saisons 6 à 8, est le seul personnage à réapparaître dans la série après l'avoir quitté une première fois, lors de la saison 14 (en récurrente) puis promue de nouveau régulière dès la saison 15. De même pour l'actrice Tessa Ferrer (l'interprète du Dr Leah Murphy), durant les saisons 9 et 10, qui réapparaît dans la saison 13 en tant que récurrente, pour quitter de nouveau la série à l'issue de cette même saison. En outre, Isaiah Washington, l'interprète du Dr Preston Burke, avait également effectué un retour en tant qu'invité le temps d'un épisode de la saison 10, afin de proposer un poste à son ex-fiancée le Dr Cristina Yang (Sandra Oh).
En 2017, une nouvelle série dérivée voit le jour, Grey's Anatomy : Station 19. Jason George (Ben Warren) la rejoint en tant que personnage principal. Il quitte donc son statut d'acteur régulier dans Grey's Anatomy, qu'il occupait lors des saisons 12 à 14. Néanmoins, il continuera d’apparaître dans la série mère de façon récurrente dès la saison 15, comme ce fut le cas durant les saisons 6 à 11. Il s'agit là du second départ d'un acteur de Grey's Anatomy pour une série dérivée, et continuant d’apparaître occasionnellement dans la série principale.
Martin Henderson (Dr Nathan Riggs), Jessica Capshaw (Dr Arizona Robbins) et Sarah Drew (Dr April Kepner) quittent la série à l'issue de la saison 14.
À noter qu'à l'issue de la saison 16, Ellen Pompeo (Dr Meredith Grey), Chandra Wilson (Dr Miranda Bailey) et James Pickens Jr. (Dr Richard Webber), sont les trois seuls acteurs restant de la distribution originelle, apparaissant depuis la saison 1, à la suite de l'annonce du départ de Justin Chambers (Dr Alex Karev), de la série en cours de la saison (lors de l'épisode 9).
À l'occasion du début de la saison 17, un double épisode est diffusé, à l'issue de ce dernier, Patrick Dempsey, l'interprète du Dr Derek Shepherd fait son retour après sa dernière apparition lors de l'épisode 21 de la saison 11. Il est annoncé qu'il devrait apparaître dans plusieurs épisodes au cours de cette même saison. De plus, l'acteur, T. R. Knight, l'interprète du Dr George O'Malley, réapparait le temps de l'épisode 4 de la saison 17, lors du rêve de Meredith lorsque l'état de santé de celle-ci s'aggrave des suites du Covid-19. L'acteur n'était pas réapparu dans la série depuis le décès de son personnage lors de l'épisode 24 de la saison 5. Cette même saison marque les retours de Chyler Leigh et Eric Dane, dans les rôles respectifs de Lexie Grey et de Mark Sloan, lors de l'épisode 10. Il a été également annoncé, que l'actrice Sarah Drew réapparaîtra au cours de la saison reprenant ainsi le rôle du Dr April Kepner, qui avait quitté la série à l'issue de la saison 14. Au cours de la saison 17, Giacomo Gianniotti (Dr Andrea « Andrew » DeLuca), Jesse Williams (Dr Jackson Avery) et Greg Germann (Dr Tom Koracick), quittent la série.
C’est cette fois-ci au tour de Richard Flood (Dr Cormac Hayes) de faire ses adieux à la mythique série médicale en cours de la saison 18 (lors de l'épisode 10).
Pour la saison 19, il est annoncé à l'été 2022 que Ellen Pompeo devrait quitter le casting régulier de la série. En novembre, il est bel et bien confirmé que l'actrice principale de la série quittera cette dernière lors de l'épisode 7 de la 19e saison, qui sera diffusé le 23 février 2023, après avoir interprété son personnage pendant presque 20 ans. Elle reste tout de même présente au sein de la série en gardant sa place de productrice exécutive et continuera d'assurer la narration des épisodes futures. L'actrice rapporte que son personnage pourrait revenir dans l'avenir, notamment dans la vingtième saison.

### Acteurs principaux
- Ellen Pompeo (VF : Céline Mauge) : Dre Meredith Grey (saisons 1 à 19, récurrente depuis mais créditée comme principale)
- Chandra Wilson (VF : Zaïra Benbadis) : Dre Miranda Bailey
- James Pickens Jr. (VF : Saïd Amadis) (1re voix, saisons 1 à 19) puis Thierry Desroses (2e voix, depuis la saison 20) : Dr Richard Webber (en)
- Kevin McKidd (VF : Alexis Victor) : Dr Owen Hunt (depuis la saison 5)
- Kim Raver (VF : Juliette Degenne) : Dre Teddy Altman (saisons 6 à 8 et depuis la saison 15, récurrente saison 14)[4]
- Camilla Luddington (VF : Marie-Eugénie Maréchal) : Dre Josephine « Jo » Wilson (récurrente saison 9, principale depuis la saison 10)[5]
- Caterina Scorsone (VF : Élisabeth Ventura) : Dre Amelia Shepherd (invitée saisons 7 et 8, récurrente saison 10, principale depuis la saison 11)
- Jason George (VF : Denis Laustriat) : Dr Ben Warren (récurrent saisons 6 à 11 puis 15 à 20, principal saisons 12 à 14 et depuis la saison 21)
- Chris Carmack (VF : Marc Arnaud) : Dr Atticus « Link » Lincoln (récurrent saison 15, principal depuis la saison 16)
- Anthony Hill (VF : Stanislas Forlani) (1re voix, saisons 16 à 20) puis Mike Fédée (2e voix, saison 21) : Dr Winston Ndugu (invité saison 16, principal dès la saison 17)
- Scott Speedman (VF : Jean-Pierre Michaël): Dr Nick Marsh (invité saison 14, principal depuis la saison 18)
- Alexis Floyd (VF : Aurélie Konaté) : Dre Simone Griffith (principale depuis la saison 19)
- Harry Shum Jr (VF : Julien Rampon-Lamard) : Dr Benson « Blue » Kwan (principal depuis la saison 19)
- Adelaide Kane (VF : Jessica Monceau) : Dre Jules Millin (principale depuis la saison 19)
- Niko Terho (VF : Pascal Nowak) : Dr Lucas Adams (principal depuis la saison 19)

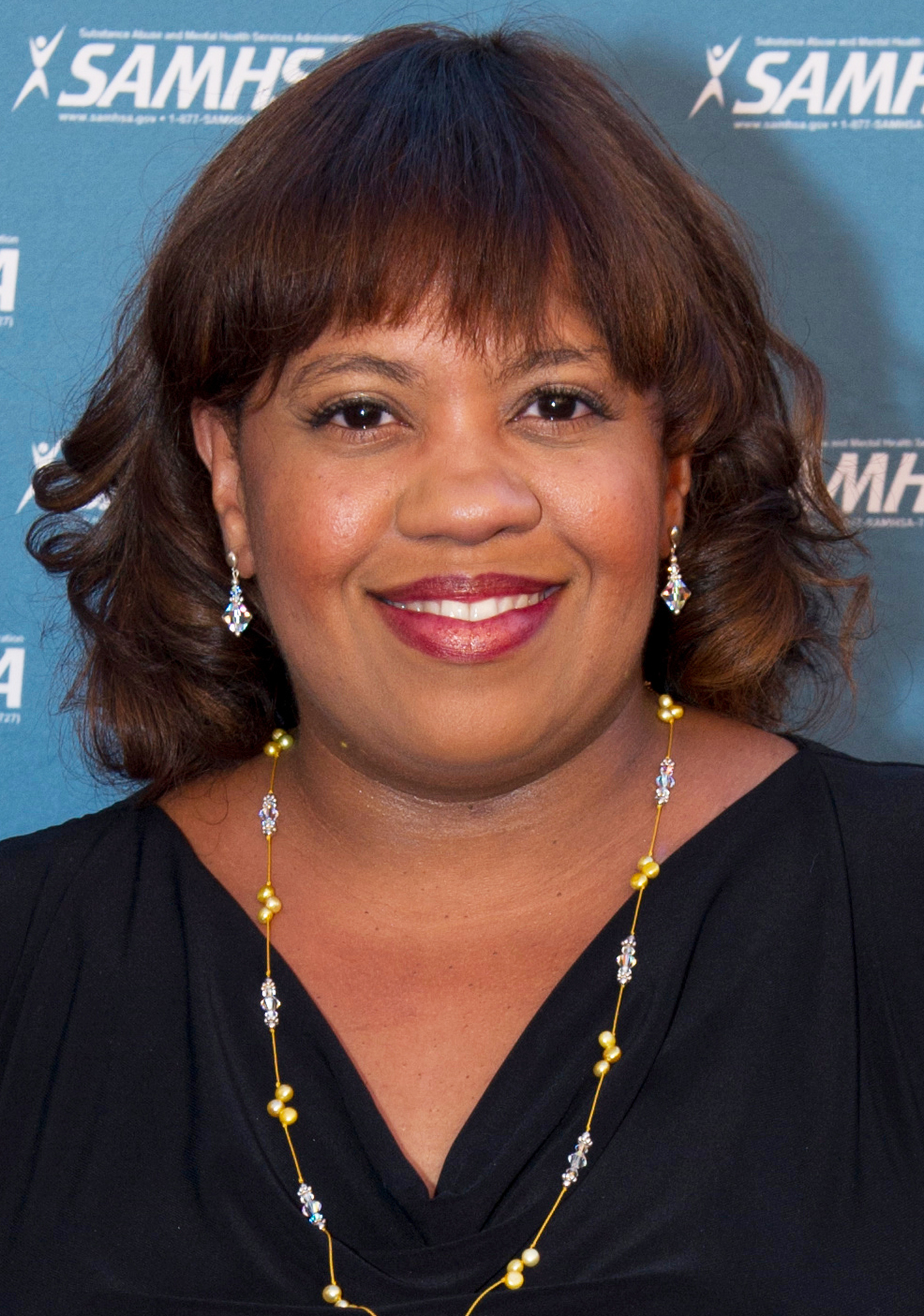
Chandra Wilson (Miranda Bailey)
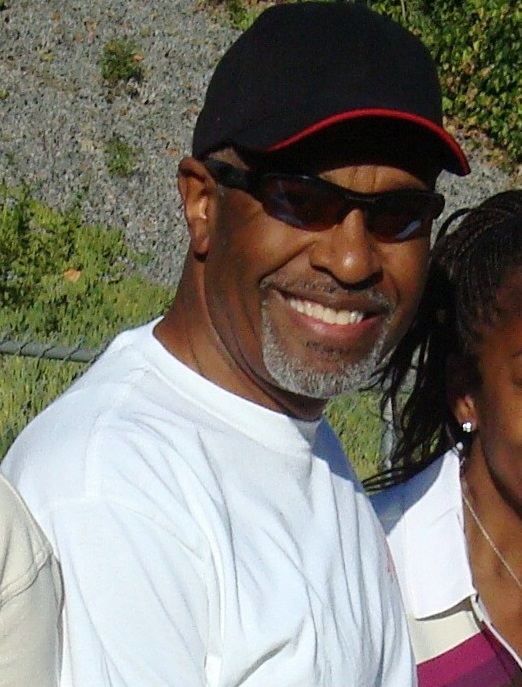
James Pickens Jr. (Richard Webber)
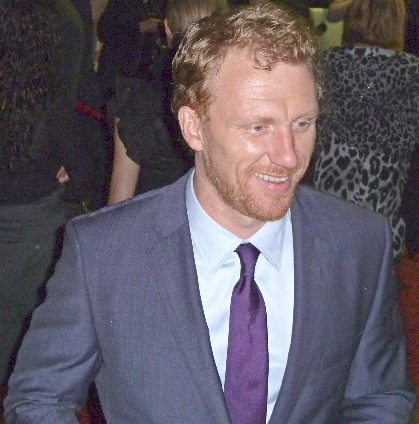
Kevin McKidd (Owen Hunt)
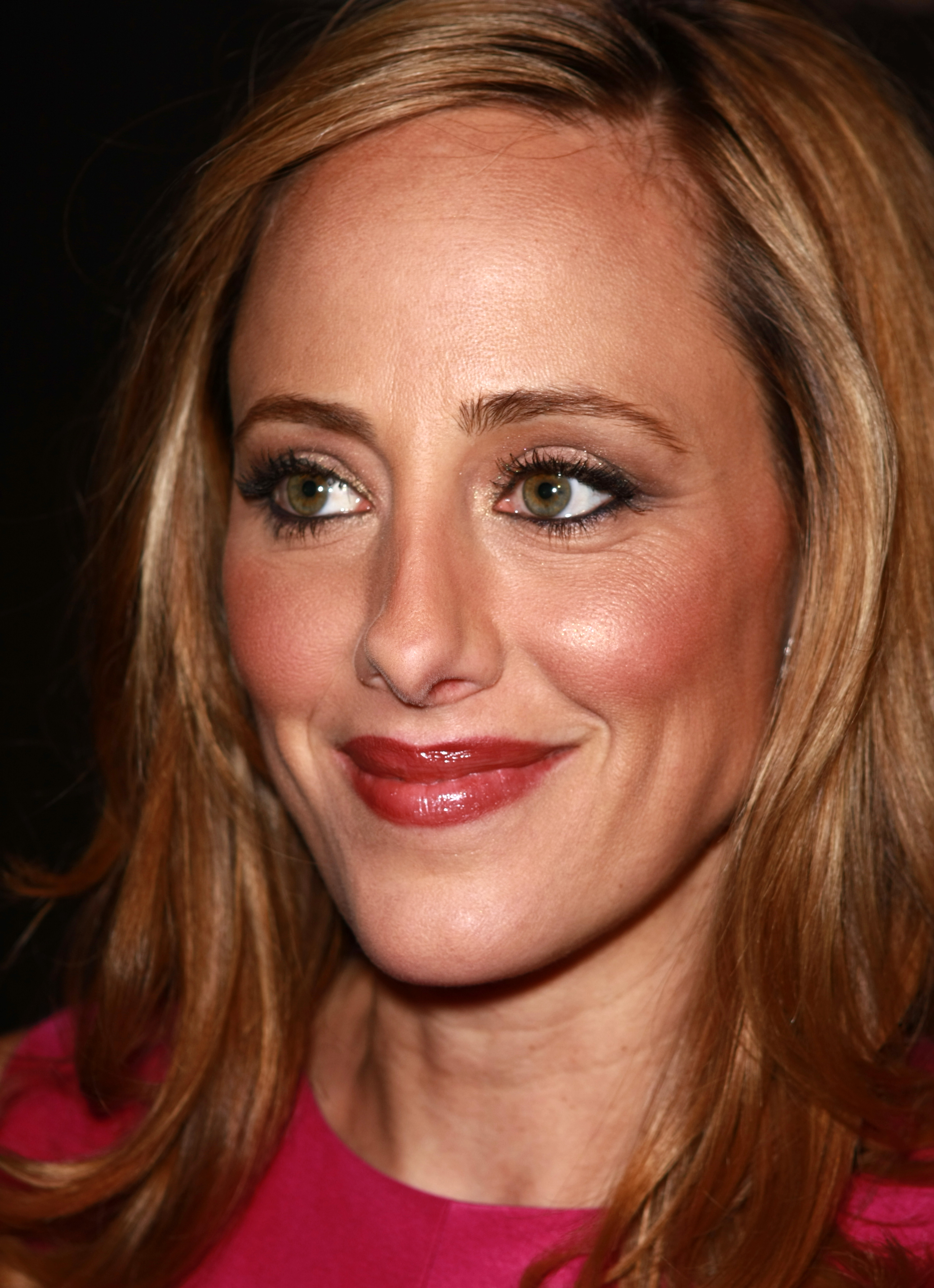
Kim Raver (Teddy Altman)
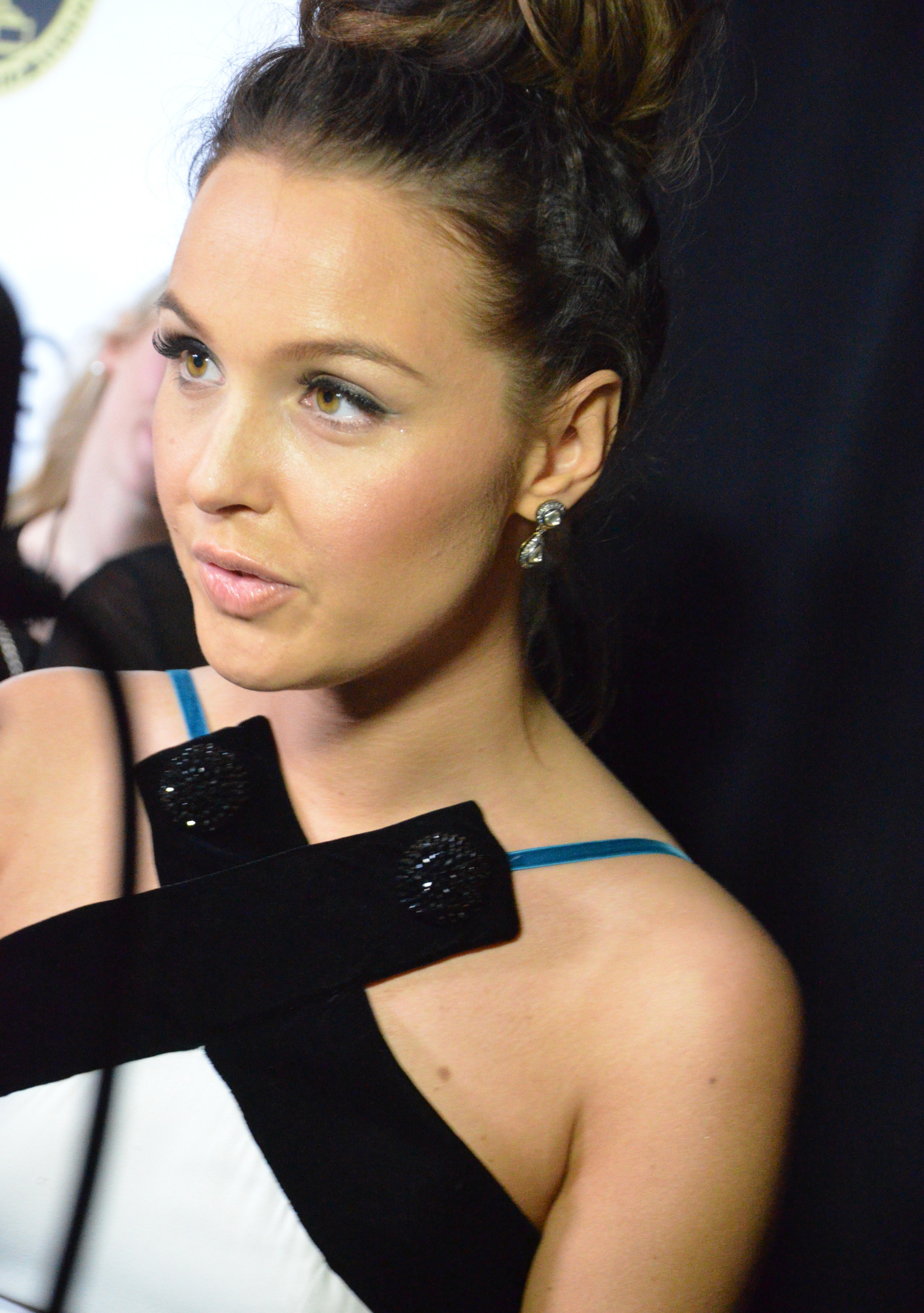
Camilla Luddington (Josephine Wilson)
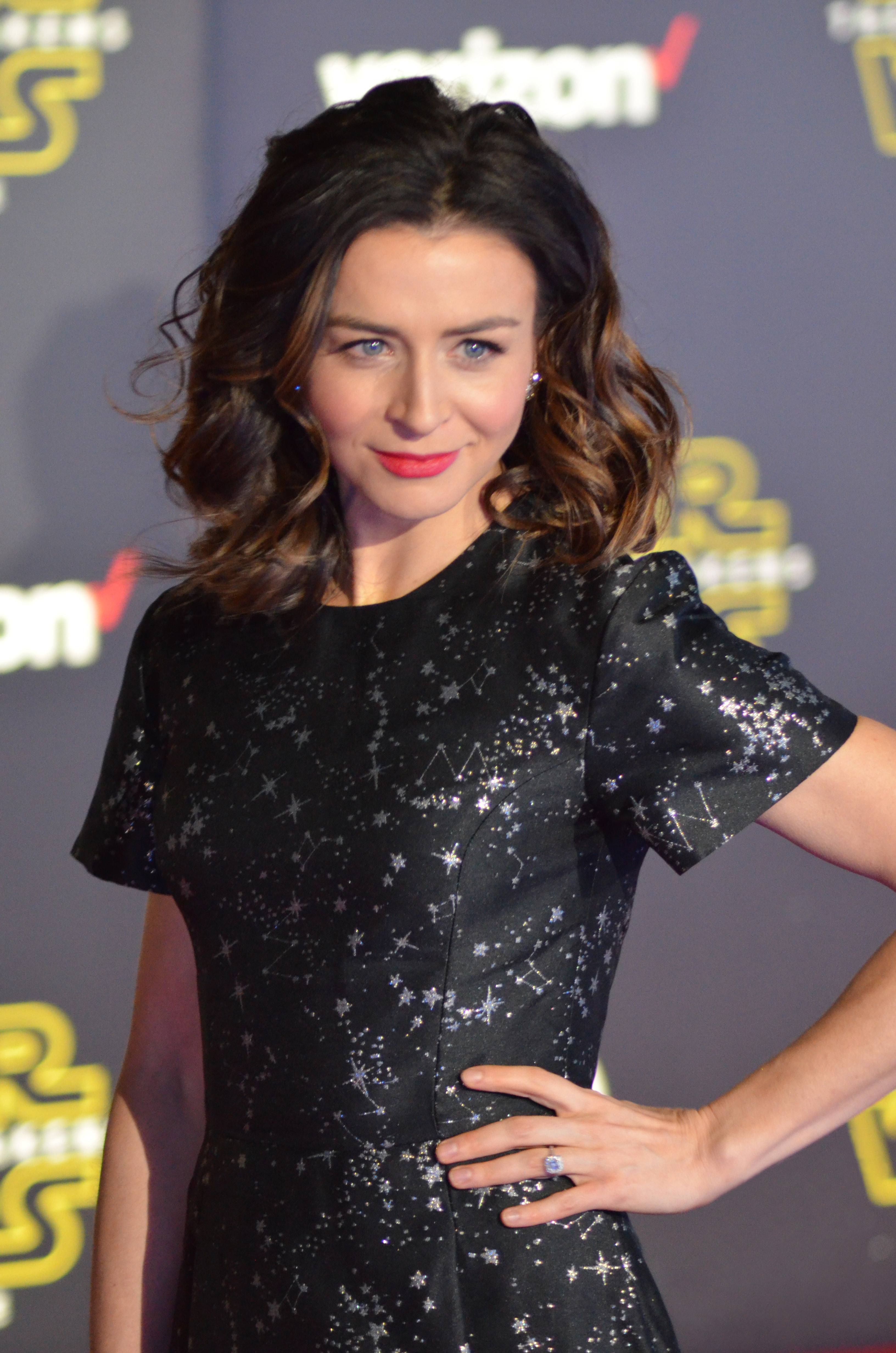
Caterina Scorsone (Amelia Sheperd)
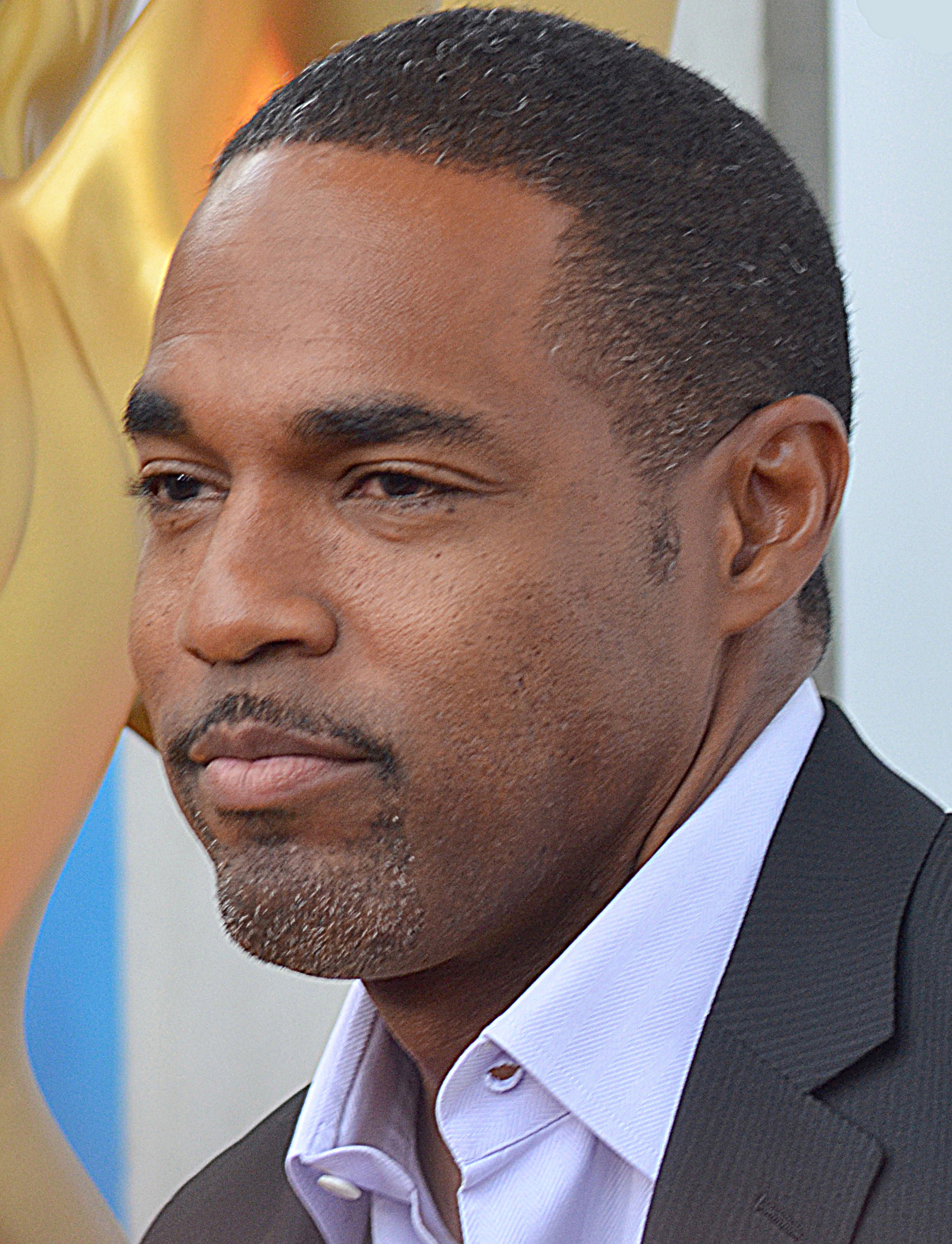
Jason Georges (Ben Warren)
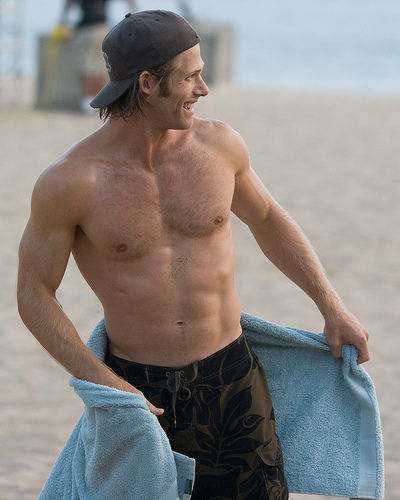
Chris Carmack (Atticus Lincoln)
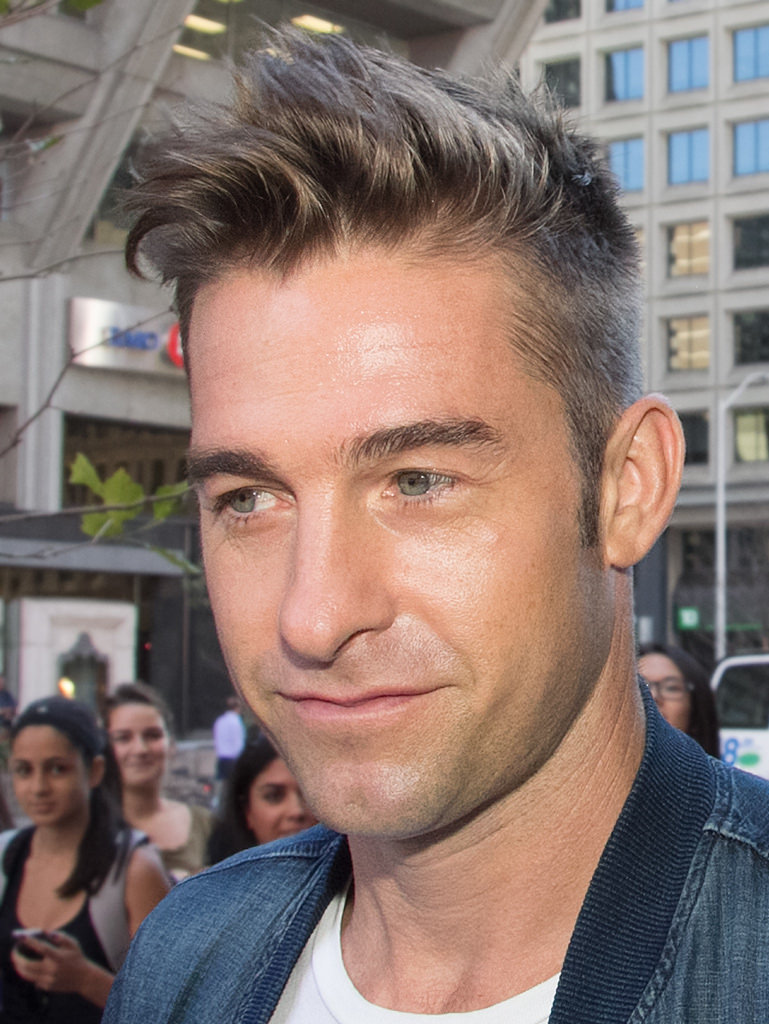
Scott Speedman (Nick Marsh)
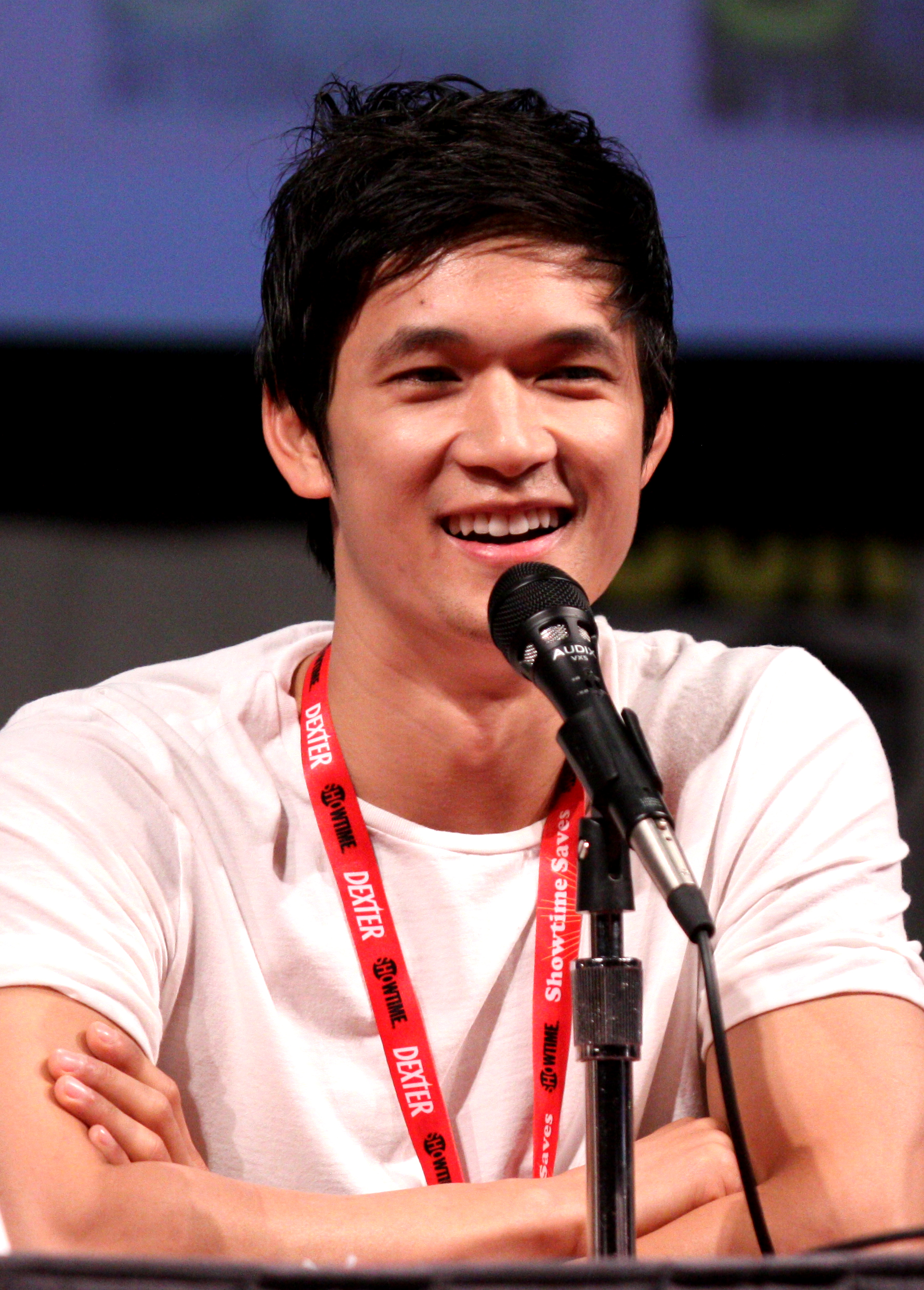
Harry Shum Jr. (Daniel Kwan)
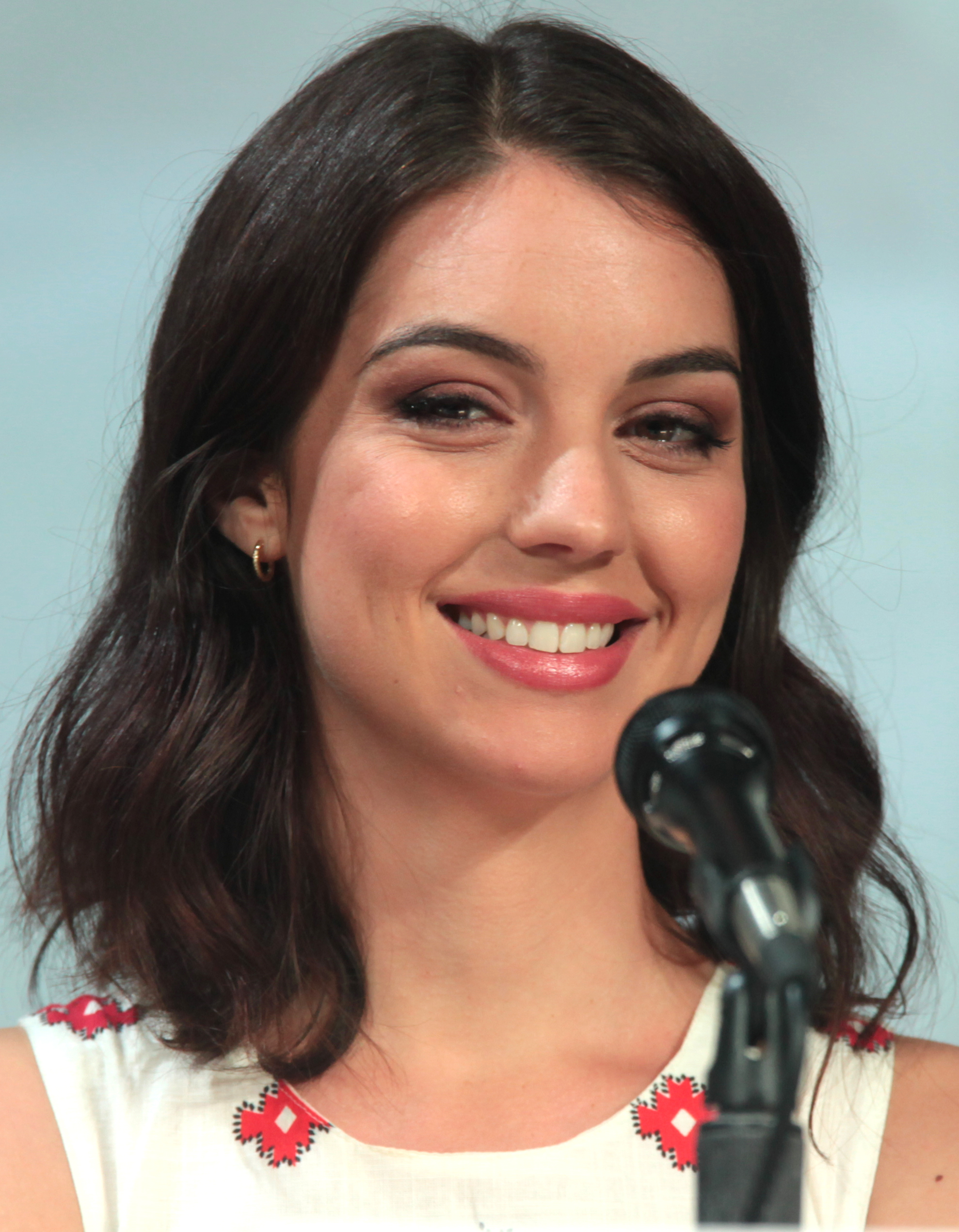
Adelaide Kane (Jules Millin)

#### Acteurs principaux ayant quitté la série
- Isaiah Washington (VF : Jean-Paul Pitolin) : Dr Preston Burke (saisons 1 à 3, invité saison 10 - 62 épisodes)
  - Motif du départ : ayant tenu des propos homophobes à l'encontre de T. R. Knight qui ont entaché la réputation de l'acteur et créé des tensions avec ses partenaires, la créatrice de la série et la direction d'ABC préfèrent se séparer de lui[6],[7]
  - Ressort scénaristique : Preston quitte Seattle après l'échec de sa relation avec Cristina. On apprendra dans la saison 10 qu'il s'est installé à Zurich, en Suisse, et y a fondé l'institut Klausman pour la recherche médicale.
- Kate Walsh (VF : Anne Deleuze) : Dre Addison Montgomery (principale des saisons 2 et 3, récurrente saisons 18 et 19, invitée des saisons 1 et 4 à 8 - 59 épisodes)
  - Motif du départ : son personnage étant devenu très populaire auprès des téléspectateurs, Shonda Rhimes offre à Kate Walsh sa propre série dérivée : Private Practice[6],[7].
  - Ressort scénaristique : à la suite de ses échecs tant professionnels que personnels, Addison souhaite prendre un nouveau départ. Elle quitte donc Seattle et part s'installer à Los Angeles pour travailler dans la clinique de soins privés Oceanside, où elle retrouve par ailleurs de vieux amis.
  - Elle reprend son rôle dans la saison 18[8] et aussi dans la saison 19.
- Brooke Smith (VF : Véronique Augereau) : Dre Erica Hahn (invitée dans les saisons 2 et 3, principale saisons 4 et 5 - 25 épisodes)
  - Motif du départ : officiellement, Smith aurait été remerciée car son personnage ne plaisait pas au public et parce que l'alchimie entre Callie et Erica n'était pas à la hauteur des espérances des producteurs. Mais la rumeur et les propos tenus par l'actrice voudraient que Brooke Smith ait été licenciée à cause de son physique, finalement remplacée par une actrice beaucoup plus jolie, Jessica Capshaw, pour incarner le rôle de la petite amie de Callie[9],[7]
  - Ressort scénaristique : Erica démissionne du Seattle Grâce à la suite de profonds désaccords personnels et professionnels avec Callie, Izzie et le Dr Webber.
- T. R. Knight (VF : Thierry Wermuth) : Dr George O'Malley (saisons 1 à 5, invité saison 17 - 103 épisodes)
  - Motif du départ : Knight fut d'abord fragilisé par son coming out forcé à la suite des propos de Isaiah Washington. Existaient également plusieurs mésententes entre lui et la créatrice de la série, Shonda Rhimes qui avait entre autres considérablement réduit son temps de passage à l'écran, son personnage étant pourtant l'un des protagonistes. En outre, l'acteur ne comprenait plus son personnage et n'avait plus de respect pour lui, en raison notamment du fait qu'il ait eu une relation sexuelle avec Izzie alors qu'il était marié. Knight désira alors passer à autre chose et retrouver ses premières amours : le théâtre. Il demanda dès lors à être libéré de son contrat[réf. nécessaire]. Il pointait aussi le manque de communication dans l'équipe[7].
  - Ressort scénaristique : George meurt au Seattle Grace des suites de ses blessures après avoir été écrasé et traîné par un bus en sauvant la vie d'une jeune femme.
- Katherine Heigl (VF : Charlotte Marin) : Dre Isobel « Izzie » Stevens (saisons 1 à 6 - 109 épisodes)
  - Motif du départ : l'actrice se fait remarquer par ses frasques, refusant notamment d'être nommée aux Emmy Awards en 2008, s'en prenant aux scénaristes de la série qui, selon elle, ne lui donnent pas les moyens suffisants pour délivrer une bonne interprétation, critiquant ouvertement en public la production, et se forgeant une réputation de diva. Dans la saison 6, elle n'apparaît finalement que très peu, jusqu'à quitter définitivement la série pour, selon elle, s'occuper de sa fille et se consacrer au cinéma[10]. Quelques années plus tard, elle fera plusieurs appels du pied pour revenir dans la série, ce que Shonda Rhimes refusera[11].
  - Ressort scénaristique : Izzie est licenciée du Seattle Grace par le Dr Webber. Elle quitte la ville, tenant Alex pour responsable de son licenciement. Elle reviendra quelques semaines plus tard, mais c'est Alex, cette fois, qui la rejette ; elle part donc définitivement.
- Chyler Leigh (VF : Véronique Desmadryl) : Dre Lexie Grey (invitée dans les saisons 3 et 17, principale des saisons 4 à 8 - 111 épisodes)
  - Motif du départ : elle décide de ne pas renouveler son contrat pour des raisons personnelles, souhaitant se consacrer à sa famille qui ne vit pas dans la même ville que les lieux de tournages de la série[réf. nécessaire].
  - Ressort scénaristique : Lexie meurt après que l'avion dans lequel elle se trouvait avec d'autres chirurgiens s'est écrasé. Le corps écrasé sous l'appareil, elle vivra ses derniers instants aux côtés de Mark, l'amour de sa vie.
- Eric Dane (VF : Renaud Marx) : Dr Mark Sloan (invité dans les saisons 2 et 17, principal des saisons 3 à 9 - 136 épisodes)
  - Motif du départ : Dane quitte la série d'un commun accord avec Shonda Rhimes, considérant avoir « exploré toutes les facettes de son personnage »[réf. nécessaire] On lui a également proposé un nouveau projet qu'il ne pouvait refuser (The Last Ship[7]).
  - Ressort scénaristique : Mark meurt des suites des blessures causées par le crash d'avion ayant aussi coûté la vie à Lexie. Il est débranché, selon ses désirs, 30 jours après être tombé dans le coma, Derek et Callie ayant longtemps veillé sur lui et l'accompagnant jusqu'au dernier instant.
- Gaius Charles (VF : Jean-Baptiste Anoumon) : Dr Shane Ross (récurrent dans la saison 9, principal dans la saison 10 - 47 épisodes)
  - Motif du départ : le contrat de l'acteur n'a pas été renouvelé par ABC[réf. nécessaire].
  - Ressort scénaristique : Shane décide de tout quitter et de suivre Cristina, son mentor, à Zurich, pour continuer d'apprendre avec elle.
- Tessa Ferrer (VF : Audrey Sablé) : Dre Leah Murphy (récurrente dans les saisons 9 et 13, principale dans la saison 10 - 51 épisodes)
  - Motif du départ : le contrat de l'actrice n'a pas été renouvelé par ABC[réf. nécessaire].
  - Ressort scénaristique (saison 10) : Le Dr Webber renvoie Leah du programme de résidence, estimant qu'elle n'est pas à sa place dans l'hôpital. Il lui offre alors une place dans un service de recherche. L'actrice revient de manière récurrente dans la saison 13 car l’hôpital manque de personnel.
- Sandra Oh (VF : Yumi Fujimori) : Dre Cristina Yang (saisons 1 à 10 - 220 épisodes)
  - Motif du départ : l'actrice décide de quitter la série, voulant passer à quelque chose d'autre et ayant, « d'un point de vue créatif, […] le sentiment d'avoir tout donné »[7].
  - Ressort scénaristique : Cristina quitte le Grey Sloan Hospital pour prendre la direction de l'hôpital fondé par Preston Burke à Zurich. Elle pourra ainsi se consacrer à ses projets de recherche et de développement avec les impressions en 3D.
- Patrick Dempsey (VF : Damien Boisseau) : Dr Derek Shepherd (saisons 1 à 11, récurrent saison 17 - 239 épisodes)
  - Motif du départ : officiellement, Patrick Dempsey souhaitait passer à autre chose et se consacrer entre autres à sa famille et à sa passion des sports automobiles. Officieusement, il y aurait eu de vives tensions entre l'acteur et Shonda Rhimes[réf. nécessaire].
  - Ressort scénaristique : après avoir sauvé la vie à plusieurs personnes impliquées dans un accident de voiture, Derek est lui-même percuté par un camion. Entre la vie et la mort, il décède entre les mains de médecins peu compétents. En état de mort cérébrale, Meredith fera débrancher les machines, l'accompagnant jusqu'à son dernier souffle.
- Sara Ramírez (VF : Edwige Lemoine) : Dre Callie Torres (récurrente dans la saison 2, principale de la saison 3 à 12 - 240 épisodes)
  - Motif du départ : après avoir joué dans la série durant 10 ans, Sara Ramirez a souhaité prendre ses distances pour se consacrer à d'autres projets, et n'a donc pas renouvelé son contrat[réf. nécessaire].
  - Ressort scénaristique : après avoir perdu sa bataille juridique contre Arizona pour avoir la garde exclusive de leur fille Sofia, Callie devait choisir entre rester à Seattle avec sa fille, ou suivre sa petite amie Pénélope Blake à New York. Arizona décide alors de revenir sur une garde partagée de Sofia, et offre des billets d'avion pour New York à Callie, estimant que Sofia mérite d'avoir « deux mamans heureuses ». Callie part donc vivre à New York avec Pénélope.
- Jerrika Hinton (VF : Geneviève Doang) : Dre Stephanie Edwards (récurrente dans la saison 9, principale saisons 10 à 13 - 113 épisodes)
  - Motif du départ : Jerrika Hinton décide de partir vers d'autres projets car elle a obtenu un rôle dans une autre série[12].
  - Ressort scénaristique : après avoir survécu à l'explosion et à l'incendie ayant ravagé une partie du Grey Sloan Memorial, dont elle ressort gravement brûlée, Stéphanie décide de démissionner pour vivre sa vie loin des hôpitaux et découvrir le monde.
- Martin Henderson (VF : Thomas Roditi) : Dr Nathan Riggs (saisons 12 à 14 - 45 épisodes)
  - Motif du départ : le contrat de l'acteur ne comprenait que 3 saisons, la saison 14 étant sa troisième saison, son contrat est arrivé à son terme[13].
  - Ressort scénaristique : Après avoir retrouvé la sœur d'Owen, Megan, ils décident d'aller vivre sur la côte californienne avec Farouk, le fils adoptif de Megan.
- Jessica Capshaw (VF : Véronique Alycia) : Dre Arizona Robbins (récurrente dans la saison 5, principale saisons 6 à 14, invitée saisons 20   - 213 épisodes)
  - Motif du départ : le 8 mars 2018, Jessica Capshaw annonce sur son compte Instagram qu’elle quitte la série après 9 saisons, alors qu'elle avait signé pour une saison 15. Une décision émanant des productrices, Shonda Rhimes et Krista Vernoff, qui se séparent dans le même temps, de l’actrice Sarah Drew incarnant April Kepner pour « raisons artistiques », alors qu'Ellen Pompeo a conclu dans le même temps un nouveau contrat avec la production, lui assurant le rôle de coproductrice du spin-off Station 19 et un salaire de 20 millions de dollars par an. Krista Vernoff dément toutefois tout rapport de cause à effet[14].
  - Ressort scénaristique : Sa fille Sofia ne se sentant pas heureuse à Seattle loin de sa mère Callie, Arizona prend la décision de quitter Seattle pour New-York, ce qui la rapprochera de Callie avec qui elle s'est remise en couple.
- Sarah Drew (VF : Sophie Froissard) : Dre April Kepner (récurrente dans la saison 6, principale saisons 7 à 14, invitée saisons 17 et 18 - 192 épisodes)
  - Motif du départ : mêmes raisons que Jessica Capshaw (voir ci-dessus)[15].
  - Ressort scénaristique : elle se remet en couple avec Matthew, puis l'épouse. Après son accident, elle quitte le Grey Sloan Hospital pour exercer auprès des plus démunis et se rapprocher de Dieu. Elle fait une brève apparition dans la saison 17 lorsque Jackson vient lui demander de déménager avec sa famille à Boston car il souhaite reprendre la Fondation Catherine Fox. Elle lui annonce alors qu'elle et Matthew divorcent et accepte de le suivre.
- Justin Chambers (VF : Sébastien Desjours) : Dr Alex Karev (saisons 1 à 16 - 341 épisodes)
  - Motif du départ : il décide de quitter lui même la série pour diversifier ses rôles[16].
  - Ressort scénaristique : Alex quitte tout pour vivre avec Izzie car ils ont eu des jumeaux ensemble.
- Giacomo Gianniotti (VF : Damien Ferrette) : Dr Andrea « Andrew » DeLuca (invité saison 11, principal saisons 12 à 17 - 126 épisodes)
  - Motif du départ : une décision émanant de la productrice Krista Vernoff.
  - Ressort scénaristique : Andrew et Carina DeLuca poursuivent une femme prénommée Opal qui est soupçonnée d'être impliquée dans un trafic sexuel. Andrew se fait poignarder par un inconnu dans une gare, après avoir poursuivi Opal à pied. Il meurt au Grey Sloan Memorial des suites de ses blessures.
- Jesse Williams (VF : Geoffrey Vigier (saisons 6 à 11) puis Rémi Caillebot) : Dr Jackson Avery (récurrent saison 6, principal saisons 7 à 17, invité saisons 18, 19 et 21 - 271 épisodes)[17]
  - Motif du départ : l'acteur a fait part de son intention de devenir réalisateur. Il fait donc le choix de se consacrer à d'autres projets professionnels[18].
  - Ressort scénaristique : Jackson déménage à Boston avec April et leur fille Harriet pour reprendre la Fondation Catherine Fox.
- Greg Germann (VF : Pierre Tessier) : Dr Tom Koracick (récurrent saisons 14 et 15, principal saisons 16 et 17)[19]
  - Motif du départ : ?
  - Ressort scénaristique : Tom Koracick prend la décision de partir en même temps que Jackson, afin de travailler pour la fondation.
- Richard Flood (VF : Franck Lorrain) : Dr Cormac Hayes (récurrent saison 16, principal saisons 17 et 18 - 35 épisodes)
  - Motif du départ : ?
  - Ressort scénaristique : Il donne sa lettre de démission à Bailey, affichant sa décision de retourner vivre en Irlande avec sa famille
- Kelly McCreary (VF : Diane Dassigny) : Dre Margaret « Maggie » Pierce (saisons 11 à 19, invitée saison 10 et 20 - 200 épisodes)[20]
  - Motif du départ : Elle a pris la décision de quitter elle-même la série a la fin de la Saison 18.
  - Ressort scénaristique : Maggie décide de poursuivre sa carrière à Chicago.
- Jake Borelli (VF : Arnaud Laurent) : Dr Levi « Glasses » Schmitt (récurrent saisons 14 et 15, saisons 16 à 21 - 135 épisodes)
  - Motif du départ : La production décide de se séparer de l'acteur pour des raisons financière et budgétaire[21].
  - Ressort scénaristique : Levi quitte Seattle pour un poste de chercheur en pédiatrie au Texas.
- Midori Francis (VF : Célia Asensio) : Dre Mika Yasuda (saisons 19 à 21 - 38 épisodes)
  - Motif du départ : La production décide de se séparer de l'actrice pour des raisons financière et budgétaire[22].
  - Ressort scénaristique : Elle démissionne suite au décès de sa sœur, n'arrivant plus à travailler dans l'hôpital où sa sœur est morte[23].

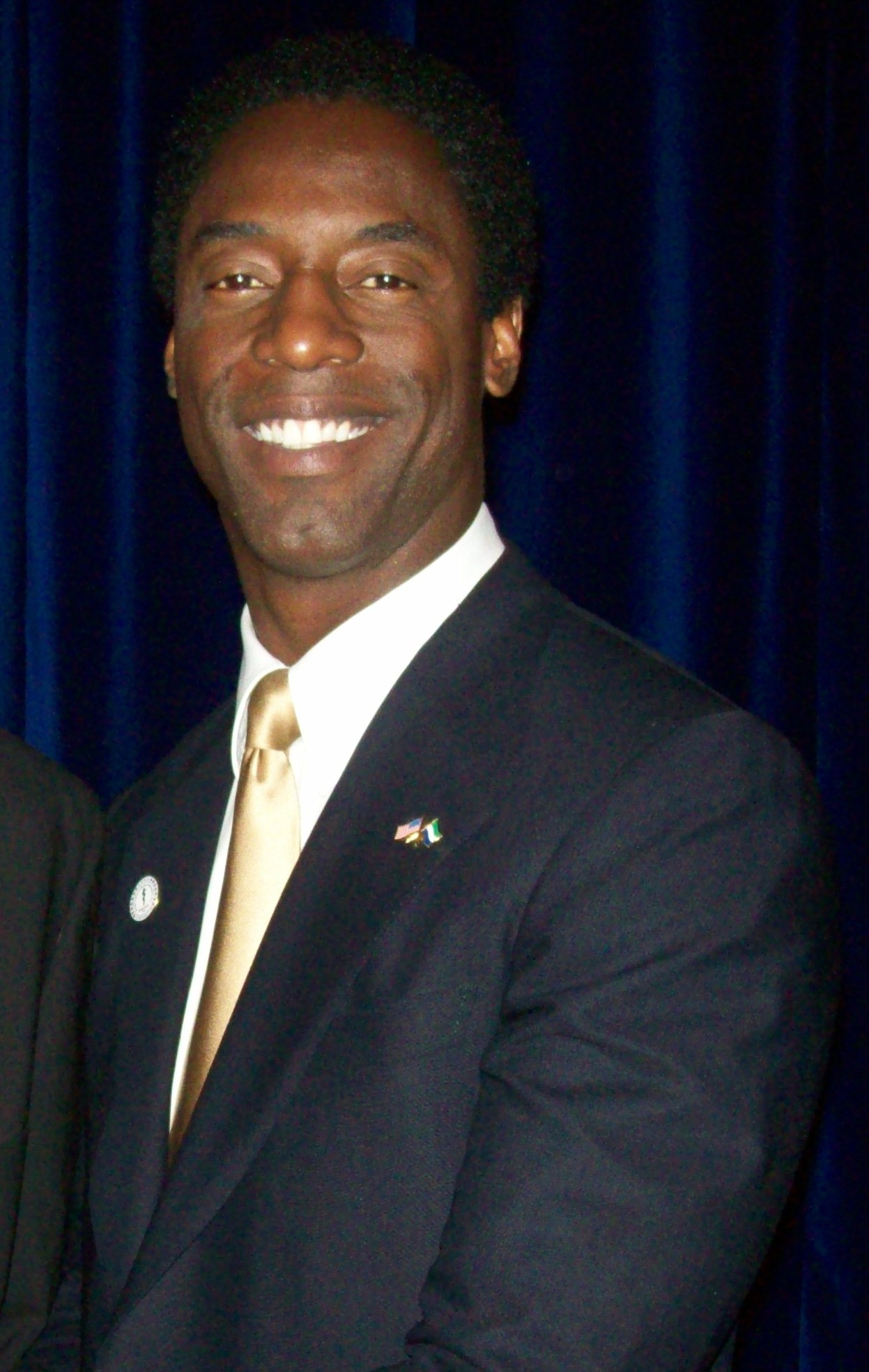
Isaiah Washington (Preston Burke)
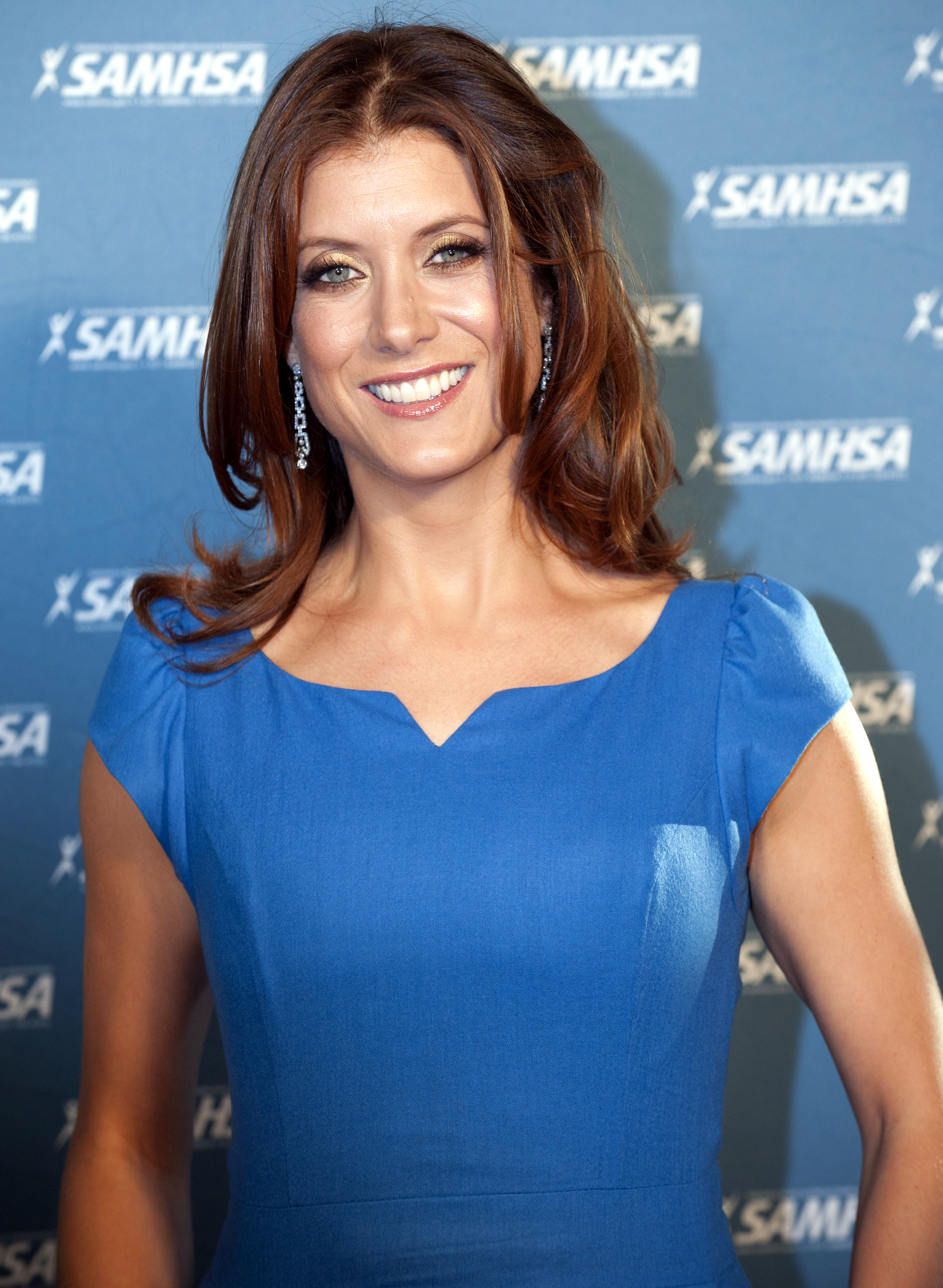
Kate Walsh (Addison Montgomery-Shepperd)
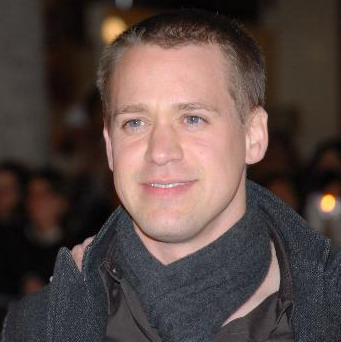
TR Knight (George O'Malley)
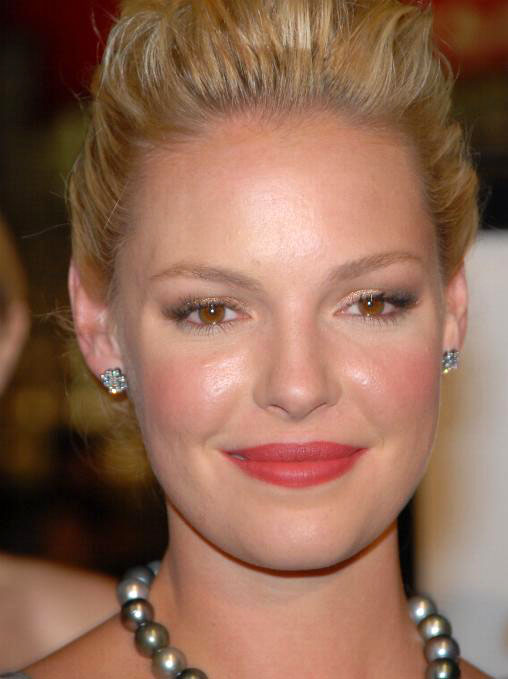
Katherine Heigl (Izzie Stevens)
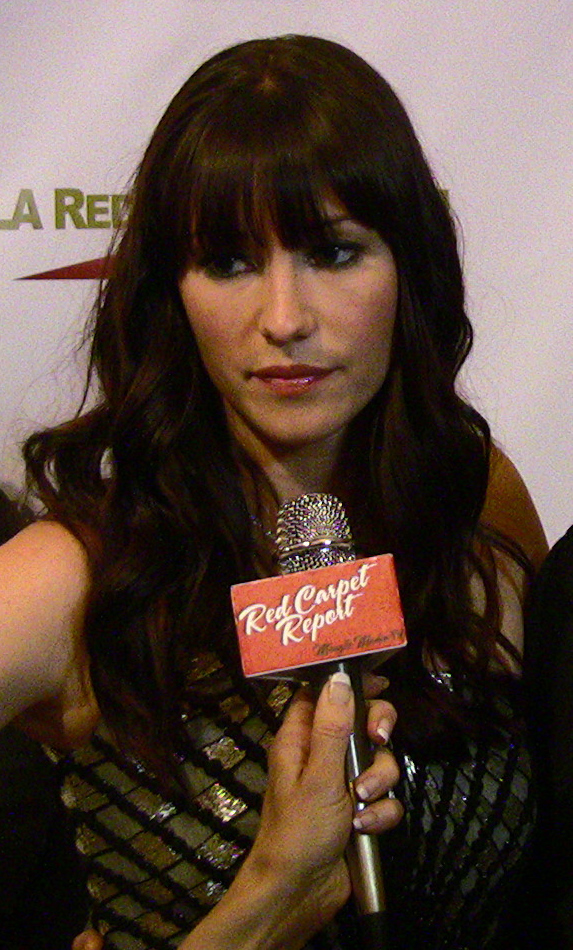
Chyler Leigh (Lexie Grey)
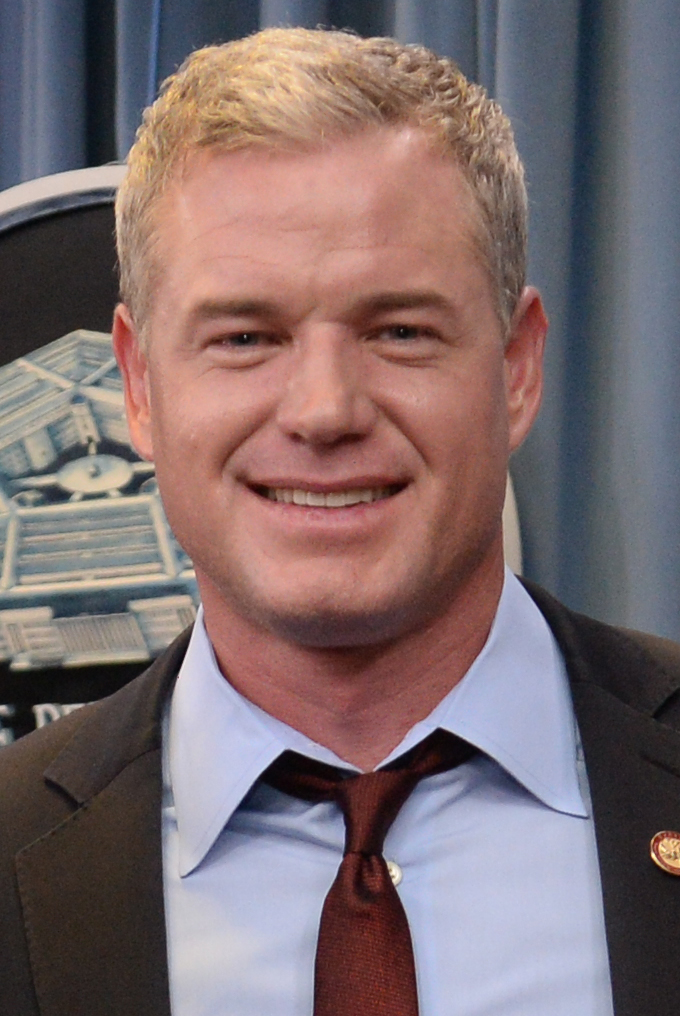
Eric Dane (Mark Sloan)
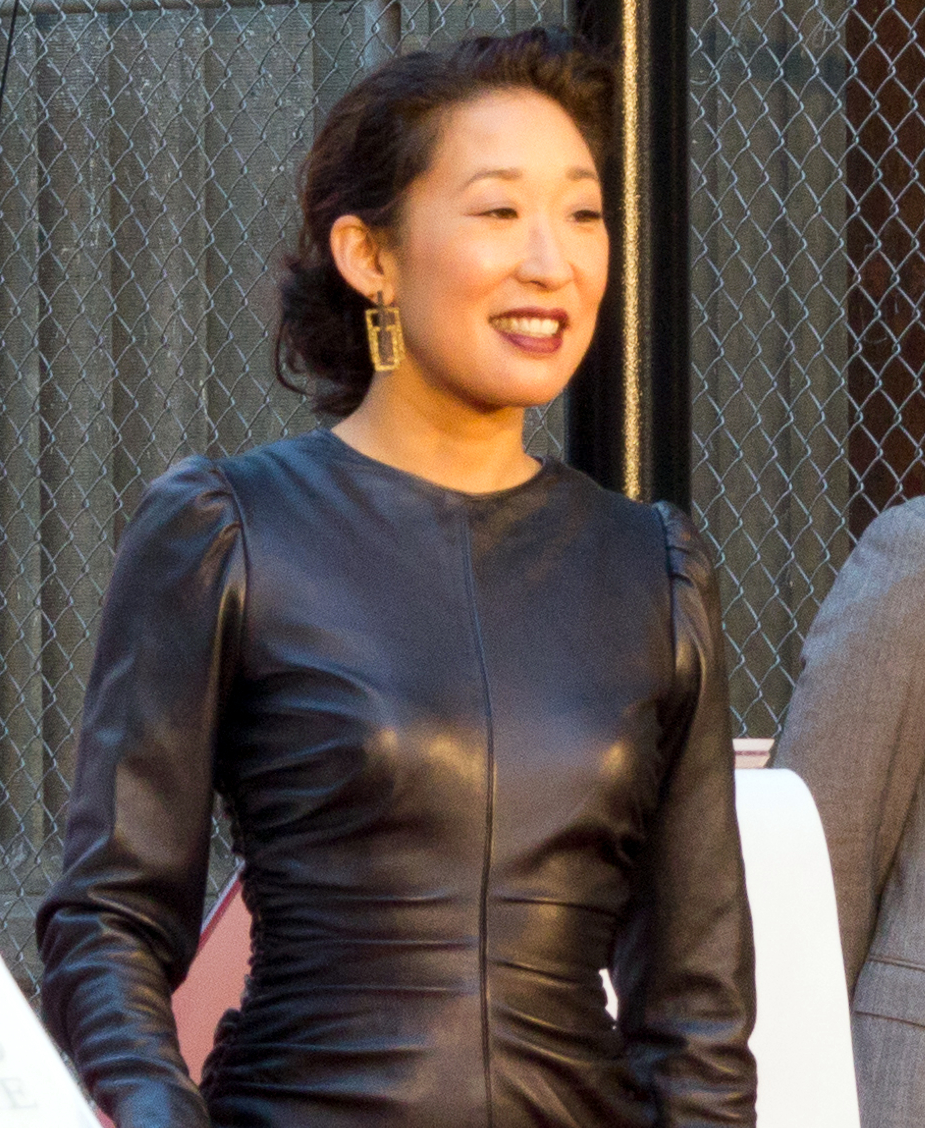
Sandra Oh (Cristina Yang)
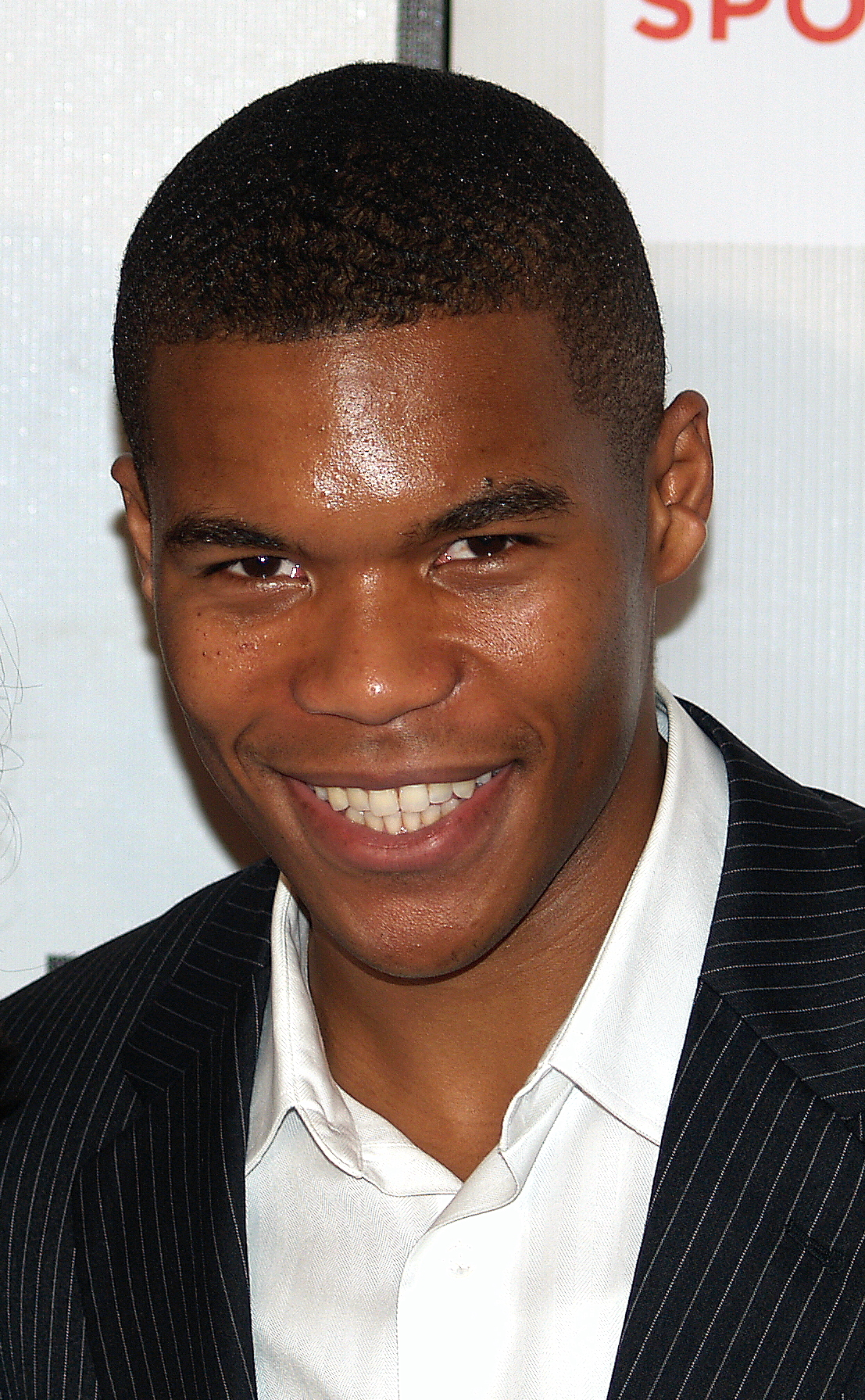
Gaius Charles (Shane Ross)
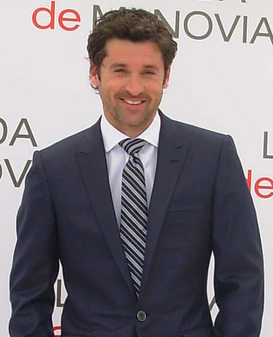
Patrick Dempsey (Derek Shepherd)
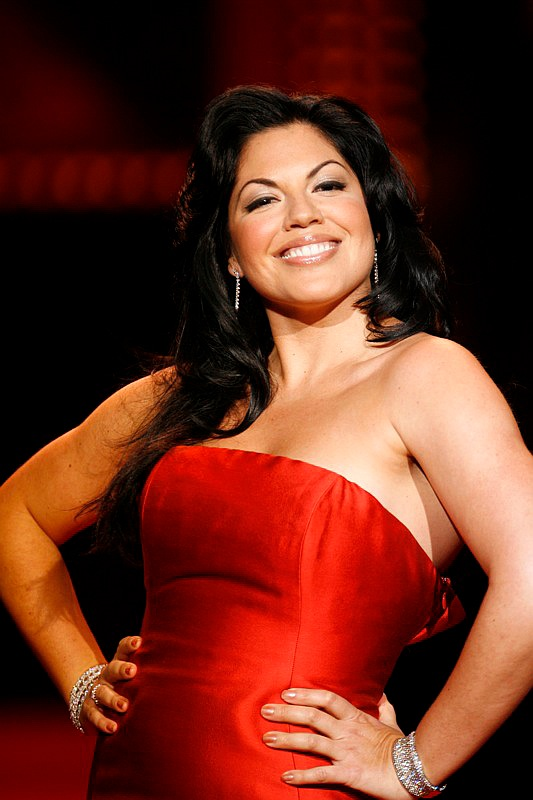
Sara Ramirez (Callie Torres)
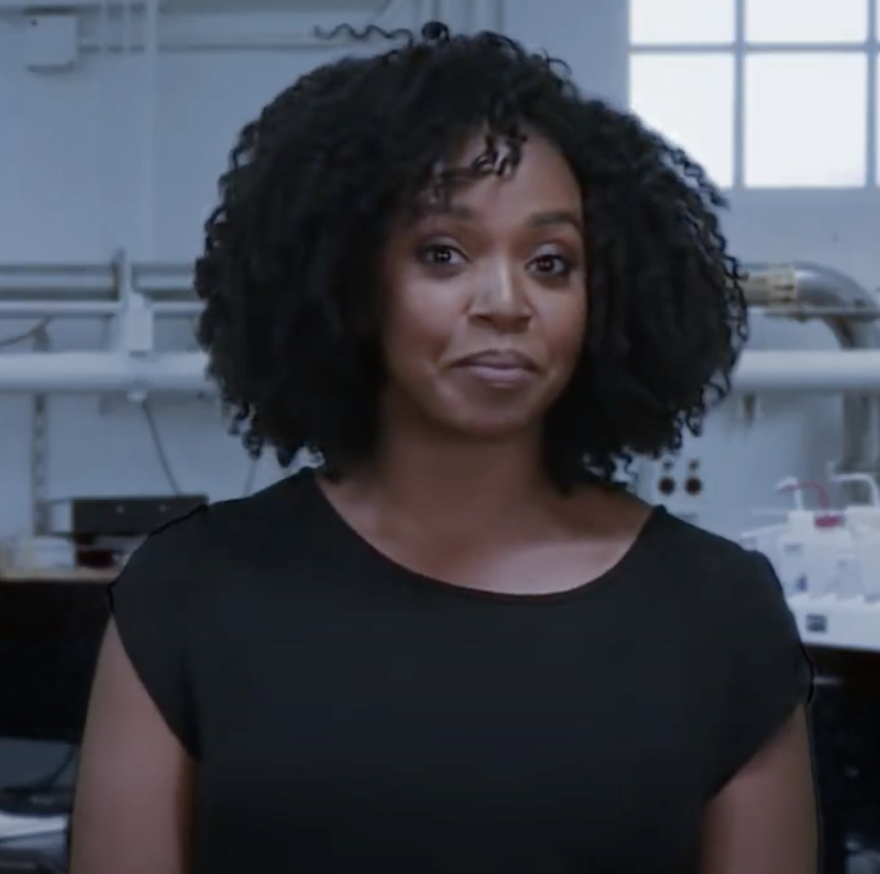
Jerrika Hinton (Stephanie Edwards)
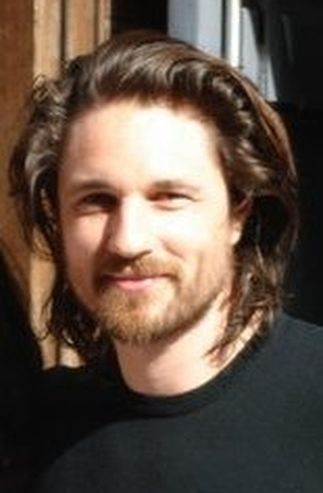
Martin Henderson (Nathan Riggs)
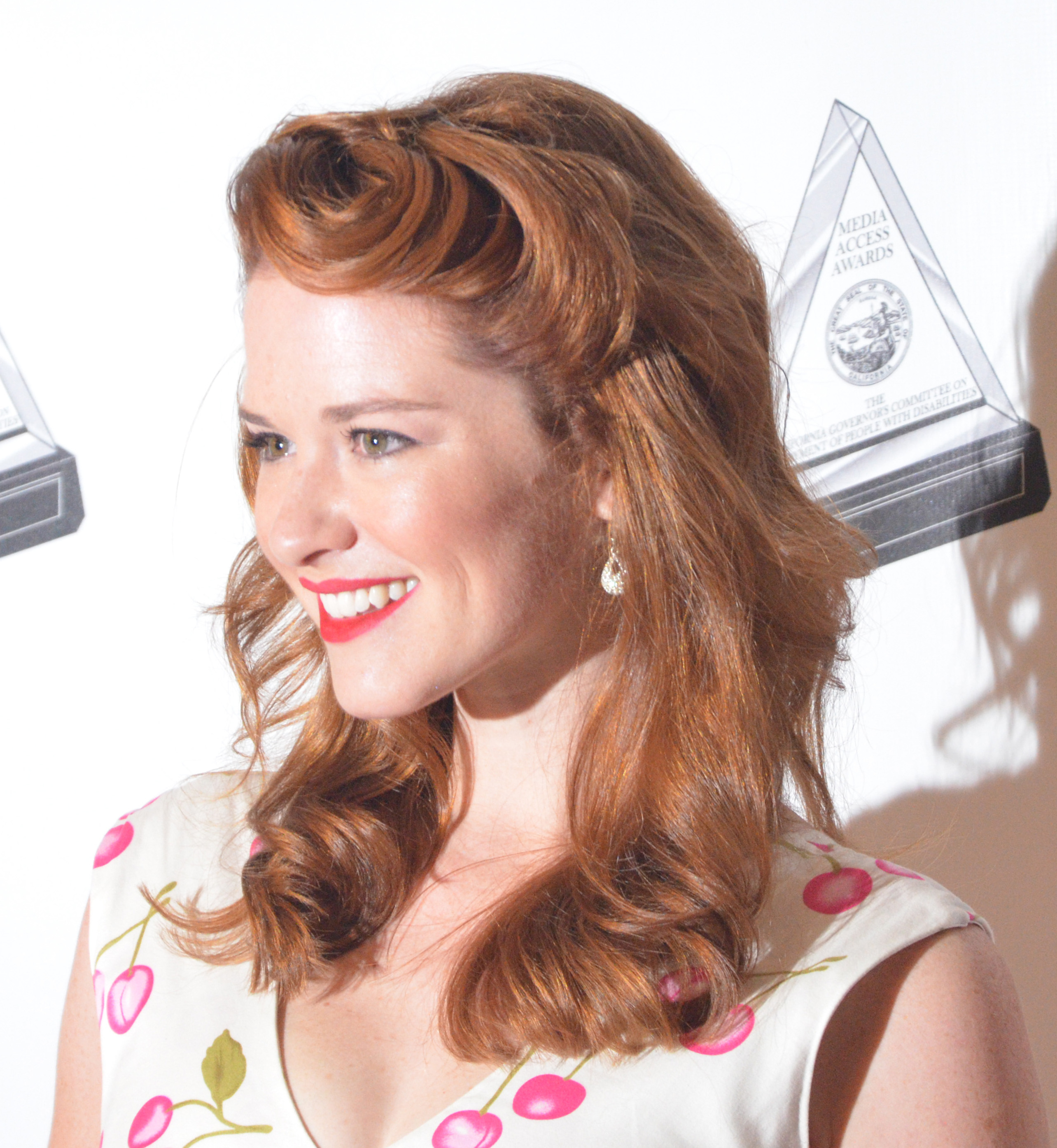
Sarah Drew (April Kepner)
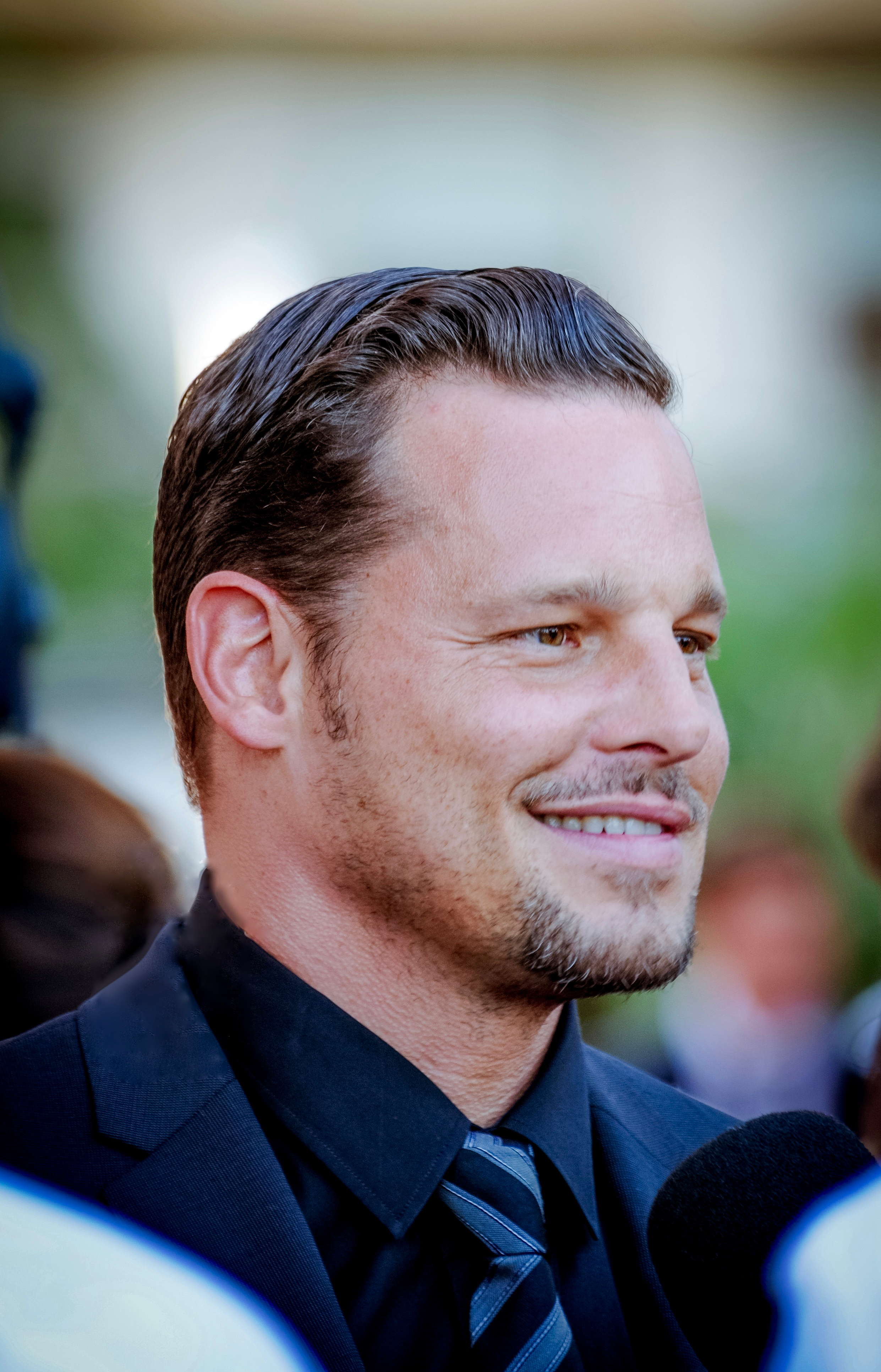
Justin Chambers (Alex Karev)
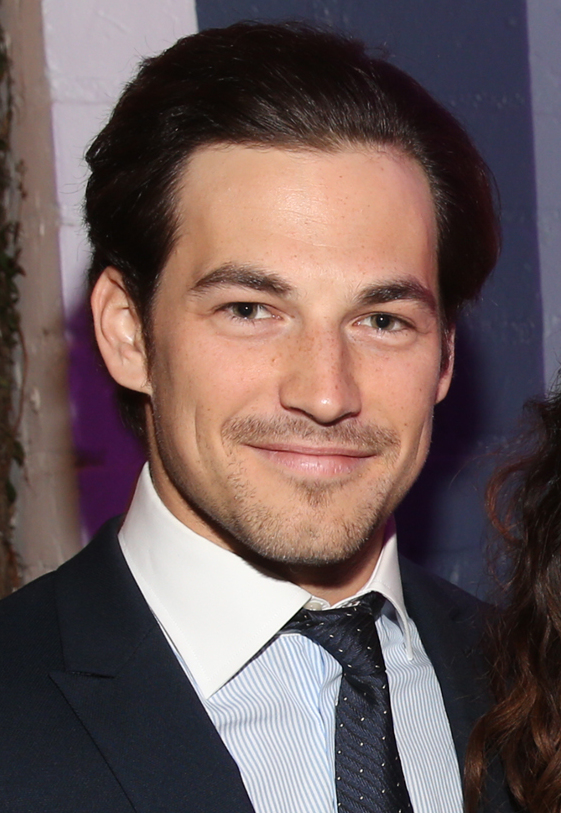
Giacomo Gianniotti (Andrew DeLuca)
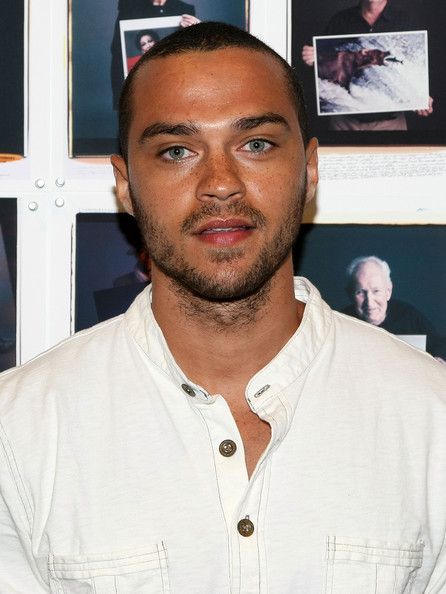
Jesse Williams (Jackson Avery)
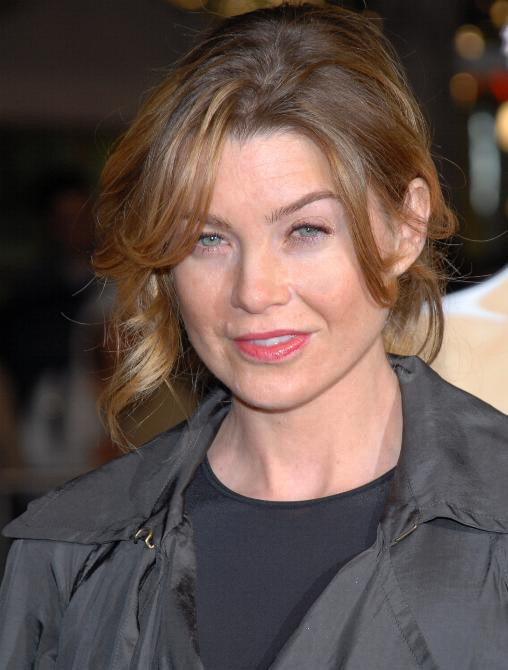
Ellen Pompeo (Meredith Grey)
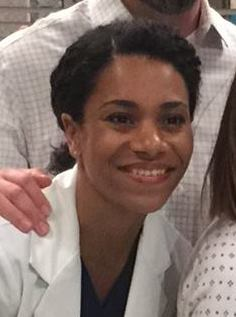
Kelly McCreary (Maggie Pierce)
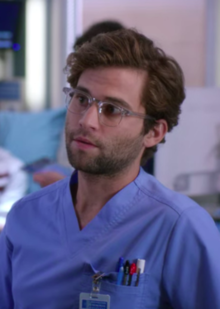
Jake Borelli (Levi Schmitt)

### Acteurs récurrents
(au vu du grand nombre d'acteurs récurrents et invités, seuls sont listés les acteurs dont les personnages ont eu une importance significative)
- Kate Burton (VF : Évelyne Grandjean) : Dre Ellis Grey (saisons 1 à 3, 11 et 18, invitée saisons 8, 14 et 15 - 26 épisodes)
- Kathy C. An : BokHee, infirmière de bloc (depuis la saison 1, 262 épisodes)
- Linda Klein : Linda, infirmière (depuis la saison 1)
- Debbie Allen (VF : Dominique Westberg) : Dr Catherine Fox, ex Avery, chirurgienne urologue, mère de Jackson Avery (depuis la saison 8)
- Aniela Gumbs (VF : Kaycie Chase) : Zola Grey Shepherd, fille adoptive de Derek et Meredith (depuis la saison 11)
- Brody Goodstadt : Derek 'Bailey' Shepherd, fils de Derek et Meredith (depuis la saison 12)
- Bridget Regan (VF : Anne Massoteau) (saison 13) puis Abigail Spencer (VF : Marie Diot) (saisons 14, 15 et 18) : Megan Hunt (saisons 14 et 18, invitée saisons 13 et 15)
- Ella et Gracie Faris : Ellis Grey Shepherd, fille de Derek et Meredith (depuis la saison 14)
- Stefania Spampinato (VF : Audrey Sourdive) : Dre Carina DeLuca, obstétricienne (depuis la saison 14)
- Jaicy Elliot (VF : Diane Kristanek) : Dre Taryn « Helm » Hellmouth, interne[24] (depuis la saison 14)
- Alex Landi (VF : Stéphane Fourreau) : Dr Nico Kim, résident en chirurgie orthopédique et assistant du Dr Lincoln (depuis la saison 15)
- Sylvia Kwan (VF : Cindy Lemineur) : Dre Mabel Tseng, interne (depuis la saison 16)
- Zaiver Sinnett (VF : Yves Letzelter) : Dr Zander Perez, interne (depuis la saison 16)
- Melissa DuPrey (VF : Julie François) : Dre Sara Ortiz, interne (depuis la saison 17)
- Nikhil Shukla (VF : Maxime Hoareau) : Dr Reza Khan, interne (depuis la saison 17)
- Robert I. Mesa (VF : Arthur Khong) : Dr James Chee, interne (depuis la saison 17)
- Peter Gallagher (VF : Guillaume Orsat) : Dr Alan Hamilton (depuis la saison 18)
- Lynn Chen (VF : Pauline Moingeon Vallès) : Dre Michelle Lin (depuis la saison 18)
- E.R. Fightmaster (VF : Sandrine Moaligou) : Dre Kai Bartley (depuis la saison 18)
- Greg Tarzan Davis (VF : Eilias Changuel) : Dr Jordan Wrigh (depuis la saison 18)
- Natalie Morales (VF : Olivia Luccioni) : Dre Monica Beltran (depuis la saison 20)
- Sophia Bush (VF : Barbara Delsol) : Dre Cass Beckman (depuis la saison 21)

#### Anciens acteurs récurrents
Personnages de Private Practice
- Tim Daly (VF : Bruno Choël) : Dr Pete Wilder (saison 3 - 2 épisodes)
- Merrin Dungey (2 épisodes) puis Audra McDonald (1 épisode) (VF : Isabelle Ganz) : Dre Naomi Bennett (saisons 3 et 5 - 3 épisodes)
- Paul Adelstein (VF : Boris Rehlinger) : Dr Cooper Freedman (saison 3 - 3 épisodes)
- Chris Lowell (VF : Jonathan Amram) : Dell Parker (saison 3 - 2 épisodes)
- Taye Diggs (VF : Bruno Dubernat) : Dr Samuel Bennett (saisons 3 et 5 - 3 épisodes)
- Amy Brenneman (VF : Véronique Augereau) : Dre Violet Turner (saison 3 - 2 épisodes)

Personnages de Grey's Anatomy : Station 19
- Jaina Lee Ortiz (VF : Olivia Nicosia [saison 14] puis Stéphanie Hédin) : Lt. Andrea « Andy » Herrera
- Okieriete Onaodowan (en) (VF : Namakan Koné) : Dean Miller, pompier à Station 19
- Boris Kodjoe (VF : Daniel Lobé) : Robert « Sully » Sullivan
- Brett Tucker (VF : Stéphane Pouplard) : Lucas Ripley (saison 15)
- Barrett Doss (en) (VF : Déborah Claude) : Victoria « Vic » Hughes
- Grey Damon (VF : Thibaut Lacour) : Jack Gibson, lieutenant
- Miguel Sandoval (VF : Philippe Catoire) : Hank (saison 9, épisode 7)/ Pruitt Herrera, ancien capitaine de la Station 19 (saison 16, épisode 9)
- Danielle Savre (VF : Ariane Aggiage) : Capitaine Maya Bishop

Version française
Studio de doublage : Dubbing Brothers
Direction artistique : Sophie Deschaumes (saisons 1 à 11) & Thierry Wermuth (saisons 12 à 21)
Adaptation : Nadine Delanoë, Michel Mella, Jérôme Pauwels Nadine Sobonia, Sophie Deschaumes, Adèle Masquelier, Lucie Astagneau, Patrick Debatty & Antoine Truchard
 Source et légende : version française (VF) sur RS Doublage ; Doublage Séries Database; Allodoublage

## Narration
À chaque début et fin d'épisode, un personnage de la série narre une réflexion à portée philosophique sur son métier de chirurgien ou plus généralement sur la vie dans son ensemble. Il s'agit généralement de la voix de Meredith Grey, hormis dans les épisodes suivants :
La narration est toujours en voix-off, hormis lors de certains épisodes :
- dans l'épisode 25 de la saison 3 où le chef parle depuis son bureau ;
- dans l'épisode 22 de la saison 5 où Izzie Stevens parle depuis son lit d'hôpital au Seattle Grace Hospital, alors atteinte d'un mélanome de stade 4 ;
- dans l'épisode 7 de la saison 6 où Derek Shepherd fait lui-même la narration. Cette fois-ci la narration n'est pas uniquement en début et en fin d'épisode. Elle apparaît plusieurs fois dans l'épisode. De plus ce n'est pas qu'une narration, c'est ce que Derek pense. Cela donne alors une autre interprétation à ses paroles. Alors que lorsqu'il fait la narration dans l'épisode 24, c'est uniquement en début et fin d'épisode ;
- dans l'épisode 2 de la saison 9, où Meredith Grey laisse en réalité un message vocal à Cristina à la fin de l'épisode.
- dans l'épisode 12 de la saison 12, où Meredith Grey parle aux internes durant son cours d'anatomie.
- dans l’épisode 7 de la saison 19, où Meredith Grey lit en réalité une histoire à ses enfants à la fin de l’épisode.

Notes :
- Dans l'épisode 6 de la saison 7, la télé tourne un reportage sur l'hôpital, il n'y a donc que le journaliste qui parle en voix-off ;
- Denny Duquette est le premier personnage secondaire et le seul non-chirurgien à avoir été narrateur, qui plus est à deux reprises (saisons 3 et 5). Il faut attendre la saison 11 pour que cela arrive à nouveau, en la personne d'Ellis Grey, la mère de Meredith.
- Les épisodes 11 et 12 de la troisième saison, 17 de la quatrième saison, 2 de la cinquième saison, 6 de la septième saison et 5 de la douzième saison, ne comportent pas de voix-off.
- L'épisode 18 de la saison 7 ne comporte pas de voix-off en fin d'épisode

## Production et développement

### Conception
Shonda Rhimes voulait faire une émission qu'elle aimerait regarder et pensait qu'il serait intéressant de créer une émission sur les femmes intelligentes en compétition les unes contre les autres.
Lorsqu'on lui a demandé comment elle avait décidé de créer un drame médical, Rhimes a répondu : « J'étais obsédé par les chaînes médicales.... Mes sœurs et moi nous appelions et parlions des opérations que nous avions vues sur Discovery Channel. Il y a quelque chose de fascinant dans le monde médical : vous voyez des choses que vous n'auriez jamais imaginées, comme le fait que les médecins parlent de leur petit ami ou de leur journée pendant qu'ils ouvrent quelqu'un. Ainsi, quand ABC m'a demandé d'écrire un autre pilote, la [salle d'opération] semblait être le cadre naturel. » La série a été présentée à ABC Entertainment, qui a donné le feu vert. L'émission avait été choisie comme remplaçant de mi-saison pour Boston Legal lors de la saison de télévision 2005. Francie Calfo, vice-présidente directrice du développement chez ABC Entertainment, a déclaré qu'ABC recherchait une émission médicale qui ne ressemblait pas aux autres diffusées à l'époque. Elle a souligné que : « Les émissions de télévision sont difficiles et il était difficile d'essayer de déterminer en quoi nos créations pourraient être différentes. Mais là où tout le monde accélère ses shows médicaux, Rhimes a trouvé un moyen de le ralentir, pour que vous puissiez connaître les personnages. Il y a certainement un fort attrait féminin. » Au départ, Rhimes a conçu Grey's Anatomy comme une déclaration contre le racisme. Elle a travaillé à la création d'un spectacle mettant en vedette une distribution hétérogène sur le plan racial qui permettait aux téléspectateurs de côtoyer des personnages sans distinction de race. Lors de la création des personnages, ainsi que de l'écriture du premier scénario, les auteurs de la série n'avaient aucune description des personnages à l'esprit et espéraient choisir le meilleur acteur disponible pour chaque partie. Rhimes a déclaré que si le réseau n’avait pas permis de créer des personnages de cette façon, elle aurait hésité à avancer avec la série. Les rôles féminins en particulier ont été développés en tant que personnages à multiples facettes : « Je voulais créer un monde dans lequel vous vous sentiez comme si vous regardiez de vraies femmes. La plupart des femmes que j'ai vues à la télévision ne semblaient pas être des personnes que je connaissais réellement. Ils se sentaient comme des idées de ce que sont les femmes. Ils n'ont jamais été méchants, compétitifs, affamés ou en colère. Ils étaient souvent juste la femme aimante ou le bon ami. Mais qui peut être la chienne ? Qui est la femme en trois dimensions ? » Avant le début de la série le 27 mars 2005, quelques premières versions ont été montrées aux amis proches et à la famille des producteurs et des acteurs. Le spectacle devait se dérouler dans le créneau horaire de Boston Legal pendant quatre semaines.
Toutefois, en raison de ses cotes d'écoute élevées et de son auditoire, ABC a gardé cette place pour le reste de la saison. Le président d’ABC Entertainment, Steve McPherson, a commenté le changement d’horaire : « Nous avons finalement décidé que, sans disposer de suffisamment de temps de préparation ni d’argent marketing à consacrer au déplacement de l'une ou l'autre émission si tard dans la saison, nous continuerions de laisser Grey's Anatomy construire sur son formidable élan jusqu'en mai. » Avant la diffusion, il avait été annoncé que le titre de l'émission passerait de Grey's Anatomy à Complications, mais cela n'a pas eu lieu.

### Équipe de production
Grey's Anatomy est produit par ShondaLand, en association avec The Mark Gordon Company et ABC Studios (anciennement Touchstone Television). Rhimes, Betsy Beers, Krista Vernoff, Mark Gordon, Rob Corn et Mark Wilding ont tous servi de producteurs exécutifs tout au long de la série. Au cours des saisons suivantes, Steve Mulholland, Kent Hodder, Nancy Bordson, James D. Parriott et Peter Horton ont également été producteurs exécutifs. Allan Heinberg a rejoint la série en 2006 dans ce rôle. À la huitième saison, les producteurs exécutifs étaient Rhimes, Beers, Gordon, Vernoff, Corn, Wilding et Heinberg.
Rhimes est l'auteur principal de la série ou son auteur le plus prolifique. Elle fait souvent la promotion du spectacle en répondant aux questions des fans sur son compte Twitter. Les autres membres du personnel sont Vernoff, Wilding, Peter Nowalk, Stacy McKee, William Harper, Zoanne Clack, Tony Phelan, Joan Rater et Debora Cahn. De la deuxième à la septième saison, les écrivains ont tenu un blog intitulé Grey Matter, dans lequel l'auteur d'un épisode a traité de l'arrière-plan de l'écriture.
Les réalisateurs varient d'un épisode à l'autre, Rob Corn étant le réalisateur le plus fréquenté, suivi de Tom Verica. Horton, Edward Ornelas et Jessica Yu ont également réalisé un nombre important d'épisodes. Les membres de la distribution, comme Debbie Allen, Chandra Wilson, Kevin McKidd ou encore Ellen Pompeo ont réalisé plusieurs épisodes.
Pour le tournage de la saison 18, l'équipe fait appel à l'ancien acteur de la série T.R. Knight (George O'Malley) pour diriger un épisode.
Susan Vaill a édité Grey's Anatomy depuis le début du spectacle et David Greenspan a été nommé rédacteur en chef en 2006. Les directeurs de casting Linda Lowy et John Brace font partie de l'équipe de production depuis 2005. Donald Lee Harris, responsable de la conception de la production assisté par le directeur artistique Brian Harms, et la conception des costumes est dirigée par Mimi Melgaard. Aux côtés de Melgaard, Thomas Houchins supervise les costumes, Ellen Vieira est la maquilleuse et Jerilynn Stevens est la coiffeuse. Le directeur de la photographie est Herbert Davis. Le coordinateur musical est Danny Lux. Karen Lisa Pike, M.D. est la consultante médicale sur le plateau, aux côtés de Linda Klein, une infirmière. Le personnel de production fait partie de l'équipe de softball de Grey's Anatomy qui fait concurrence à d'autres émissions télévisées, telles que Les Experts.

### Production
La grille de rentrée d'ABC a été annoncée et Grey's Anatomy a été officiellement renouvelée pour une sixième saison. Début de cette sixième saison le 24 septembre 2009 sur ABC.
Au vu de ses bonnes audiences malgré son ancienneté, et du renouvellement de contrat de l'actrice principale Ellen Pompeo pour deux saisons, la série a logiquement été renouvelée pour une quinzième saison par la chaîne américaine ABC.
ABC a annoncé un nouveau renouvellement de la série que la série qui sera renouvelée pour deux nouvelles saisons soit une seizième et dix-septième.
Le 11 mai 2021, ABC annonce le renouvellement de la série pour une dix-huitième saison.
Le 11 janvier 2022, ABC annonce le renouvellement de la série pour une dix-neuvième saison, cette annonce fait suite à des rumeurs de départ d'Ellen Pompeo.
Le 24 mars 2023, ABC annonce le renouvellement de la série pour une vingtième saison.
Le 2 avril 2024, la série est renouvelée pour une vingt-et-unième saison.
Le 3 avril 2025, la série est renouvelée pour une vingt-deuxième saison.

### Lieux de tournage et technique
Rhimes envisage de tourner le drame médical dans sa ville natale, Chicago, mais a finalement décidé de partir avec Seattle pour distinguer Grey's Anatomy de la série Urgences, qui se déroule à Chicago.
Fisher Plaza, qui est le bâtiment principal de l’ancien Fisher Communications (depuis fusionné avec Sinclair Broadcasting Group) et les stations de radio (en) et de télévision KOMO affiliées à SBG à Seattle, est utilisé pour certains plans extérieurs du Grey-Sloan Memorial Hospital. En particulier, les ambulances aériennes atterrissent sur l'hélipad de l'hélicoptère KOMO-TV. Cela donne à penser que l'hôpital est proche de Space Needle (qui se trouve juste en face de Fisher Plaza), du monorail de Seattle et d'autres sites d'intérêt locaux.
Mais l’hôpital utilisé pour la plupart des autres scènes extérieures et quelques scènes intérieures ne se trouve pas à Seattle ; ces scènes ont été tournées au centre de soins ambulatoires VA Sepulveda de North Hills, en Californie, et des plans occasionnels filmés depuis une passerelle intérieure au-dessus du hall montrent des montagnes asséchées de la Californie au loin. L'extérieur de la maison de Meredith Grey, également connue sous le nom de Intern House, est bien réel. Dans l'émission, l'adresse de la maison de Grey est 613 Harper Lane, mais ce n'est pas une adresse réelle. La maison physique est située au 303 W. Comstock St., sur Queen Anne Hill, à Seattle, dans l’État de Washington. La plupart des scènes sont enregistrées au Prospect Studios de Los Feliz, juste à l'est d'Hollywood, où le plateau de Grey's Anatomy occupe six niveaux. Certaines scènes extérieures sont tournées au parc Warren G. Magnuson à Seattle. Plusieurs accessoires utilisés sont des équipements médicaux fonctionnels, y compris un appareil IRM.
Lorsqu'on lui a posé des questions sur les scènes de la salle d'opération, Sarah Drew a répondu :

« Nous travaillons avec des organes de vache. L'odeur est répugnante et nous donne des nausées. Nous utilisons un vrai bistouri électrique pour souder les organes. Ça sent la chair qui brûle. Il y a aussi beaucoup de silicone et de matière sanguine, du Jell-O rouge mélangé à du sang et de la graisse de poulet. C'est assez dégoûtant. »

Les costumes sont utilisés pour différencier les chirurgiens qui portent des blouses bleu marine, aux résidents qui portent des blouses bleu clair. La série est filmée avec une seule caméra, comme beaucoup de séries dramatiques. Grey's Anatomy est souvent filmé selon la technique du walk and talk, popularisée à la télévision par des séries comme Hôpital St Elsewhere, Urgences et À la Maison-Blanche.

## Épisodes
La première saison devait comprendre treize épisodes, mais seuls neuf ont été diffusés par ABC. Les quatre épisodes restants non diffusés ont par la suite été ajoutés à la diffusion de la deuxième saison, amenant celle-ci à un total de vingt-sept épisodes au lieu de vingt-trois. Cette première diffusée aux États-Unis seulement en milieu de saison télévisuelle, en mars, a en moyenne été vue par 18,8 millions de téléspectateurs. Puis, la deuxième saison, les parts d'audience ont progressé pour dépasser celle de Desperate Housewives diffusée juste auparavant. Avec 21 millions de téléspectateurs en moyenne chaque semaine, et une audience maximale avec 38,4 millions de téléspectateurs pour l'épisode diffusé juste après le Super Bowl XL, la meilleure audience pour un programme post-Super Bowl en cinq ans.
La saison 3 est la saison la plus suivie avec une moyenne de 22,35 millions de téléspectateurs. L'épisode 3x09 a été le moins suivi, il a rassemblé 18,4 millions d'américains (diffusé le jour de Thanksgiving). Au contraire, celui qui a été le plus suivi a rassemblé 27,29 millions d'américains : il s'agit de l'épisode 3x17, où plusieurs personnages récurrents décédés lors des saisons précédentes font une apparition, par exemple Denny Duquette ou le démineur Dylan Young, sous forme de fantômes… Lors de sa diffusion en France, la scène où Izzie perçait le crâne d'un patient avec une perceuse fut retirée.
La quatrième saison a été fortement perturbée par la grève des scénaristes aux États-Unis qui a commencé le 5 novembre 2007. Seuls onze épisodes ont été tournés sur les vingt-quatre jusqu'à la grève. Une fois la grève terminée, six épisodes supplémentaires ont été tournés pour boucler la saison qui comptera dix-sept épisodes au lieu des vingt-quatre prévus initialement.
La cinquième saison connaît quelques soucis d'audience. En effet, la série perd 2,5 millions de téléspectateurs en moyenne et en réunit en moyenne 15,26 millions chaque semaine. Cependant, la série reste en 4e position des séries les plus regardées aux États-Unis.
Pendant la trêve de Noël aux États-Unis, et avant la sixième saison de la série, ABC lance un concept permettant de prolonger l'univers de la série via son site internet. Une websérie, intitulée Seattle Grace: On Call, tournée dans le style documentaire, se compose de plusieurs épisodes de 4 minutes. L'action se déroule dans un lieu connu, le bar de Joe, où les médecins du Seattle Grace Hospital ont l'habitude de se retrouver pour boire un verre afin de décompresser après leur rude journée d'opérations.
À noter que Kevin McKidd (Dr Owen Hunt) a fait une apparition (caméo) dans le dernier épisode de la web-série.
La série continue de la saison 7 à la saison 9, en perdant peu à peu de son audience : elle passe sous la barre des 10 millions de spectateurs (en moyenne) à la saison 8.
La saison 10 a débuté aux États-Unis 26 septembre 2013. Le double épisode de la season premiere a eu une audience de 9,27 millions de téléspectateurs. L'épisode onze de la dixième saison a eu la moyenne de 7,01 millions de téléspectateurs. Ce score fut le pire record d'audience de la série depuis l'épisode quatre de la saison 8 qui avait réuni un peu plus de 8 millions de téléspectateurs ; cependant le bilan global de la saison 10 est resté positif et la série a été renouvelée pour une saison 11.
La saison 11 a débuté aux États-Unis le 25 septembre 2014 avec la bonne moyenne de 9,81 millions de téléspectateurs, audience due à la nouvelle case horaire de la série qui est désormais diffusé à 20 h au lieu de 21. Le second épisode a réuni 9,44 millions de téléspectateurs et le troisième 8,41.
La douzième saison a débuté aux États-Unis le jeudi 24 septembre 2015 avec une audience de 9,45 millions de téléspectateurs et s'est achevée le jeudi 19 mai 2016 avec une audience de 8,19 millions de téléspectateurs. Cette saison a réalisé une audience moyenne de 8,03 millions de téléspectateurs.
La treizième saison a débuté aux États-Unis le jeudi 22 septembre 2016 avec une audience de 8,75 millions de téléspectateurs et s'est achevée le jeudi 18 mai 2017 avec une audience de 7,92 millions de téléspectateurs. Cette saison a réalisé une audience moyenne de 7,84 millions de téléspectateurs.
La quatorzième saison a débuté aux États-Unis le jeudi 28 septembre 2017 avec une audience de 8,07 millions de téléspectateurs et s'est achevée le jeudi 17 mai 2018 avec une audience de 7,60 millions de téléspectateurs. Cette saison a réalisé une audience moyenne de 7,56 millions de téléspectateurs. Le 300e épisode de la série diffusé le 9 novembre 2017 a réalisé une audience de 8,13 millions de téléspectateurs.

### Audiences
| Saison                         | Saison | Nombre d'épisodes | Jour et heure de diffusion        | Diffusion aux États-Unis | Diffusion aux États-Unis | Audiences (en millions) | Audiences (en millions) | Audiences (en millions) | Audiences (en millions) |
| Saison                         | Saison | Nombre d'épisodes | Jour et heure de diffusion        | Début de saison          | Fin de saison            | Première                | Finale                  | Moyenne                 | Moyenne en France       |
| ------------------------------ | ------ | ----------------- | --------------------------------- | ------------------------ | ------------------------ | ----------------------- | ----------------------- | ----------------------- | ----------------------- |
|                                | 1      | 9                 | Dimanche 22 h                     | 27 mars 2005             | 22 mai 2005              | 16,25                   | 22,22                   | 18,46                   | 2,80                    |
|                                | 2      | 27                | Dimanche 22 h                     | 25 septembre 2005        | 15 mai 2006              | 18,98                   | 22,50                   | 19,44                   | 4,10                    |
|                                | 3      | 25                | Jeudi 21 h                        | 21 septembre 2006        | 17 mai 2007              | 25,41                   | 22,57                   | 22,57                   | 7,00                    |
|                                | 4      | 17                | Jeudi 21 h                        | 27 septembre 2007        | 22 mai 2008              | 20,93                   | 18,09                   | 17,80                   | 6,80                    |
|                                | 5      | 24                | Jeudi 21 h                        | 24 septembre 2008        | 14 mai 2009              | 18,29                   | 17,12                   | 15,26                   | 5,70                    |
|                                | 6      | 24                | Jeudi 21 h                        | 24 septembre 2009        | 20 mai 2010              | 17,03                   | 16,13                   | 13,24                   | 6,90                    |
|                                | 7      | 22                | Jeudi 21 h                        | 23 septembre 2010        | 19 mai 2011              | 14,32                   | 9,89                    | 11,25                   | 6,70                    |
|                                | 8      | 24                | Jeudi 21 h                        | 22 septembre 2011        | 17 mai 2012              | 10,38                   | 11,44                   | 9,80                    | 5,63                    |
|                                | 9      | 24                | Jeudi 21 h                        | 27 septembre 2012        | 16 mai 2013              | 11,73                   | 8,99                    | 9,10                    | 5,26                    |
|                                | 10     | 24                | Jeudi 21 h                        | 26 septembre 2013        | 15 mai 2014              | 9,27                    | 8,92                    | 8,50                    | 5,39                    |
|                                | 11     | 25                | Jeudi 20 h (épisodes 11.1 à 16.9) | 25 septembre 2014        | 14 mai 2015              | 9,81                    | 8,33                    | 8,20                    | 5,10                    |
|                                | 12     | 24                | Jeudi 20 h (épisodes 11.1 à 16.9) | 24 septembre 2015        | 19 mai 2016              | 9,45                    | 8,19                    | 8,03                    | 5                       |
|                                | 13     | 24                | Jeudi 20 h (épisodes 11.1 à 16.9) | 22 septembre 2016        | 18 mai 2017              | 8,75                    | 7,92                    | 7,84                    | 4,10                    |
|                                | 14     | 24                | Jeudi 20 h (épisodes 11.1 à 16.9) | 28 septembre 2017        | 17 mai 2018              | 8,07                    | 7.60                    | 7.56                    | 3,85                    |
|                                | 15     | 25                | Jeudi 20 h (épisodes 11.1 à 16.9) | 27 septembre 2018        | 16 mai 2019              | 6,81                    | 5.99                    | 6.77                    | 3,44                    |
|                                | 16     | 21                | Jeudi 20 h (épisodes 11.1 à 16.9) | 26 septembre 2019        | 9 avril 2020             | 6,51                    | 7.33                    | 6.24                    | 3,37                    |
| Jeudi 21 h (à partir du 16.10) | 16     | 21                |                                   | 26 septembre 2019        | 9 avril 2020             | 6,51                    | 7.33                    | 6.24                    | 3,37                    |
|                                | 17     | 17                | 12 novembre 2020                  | 3 juin 2021              | 5,93                     | 4,76                    | 5,17                    | 2,49                    |                         |
|                                | 18     | 20                | 30 septembre 2021                 | 26 mai 2022              | 4,77                     | 4,19                    | 4.31                    |                         |                         |
|                                | 19     | 20                | 6 octobre 2022                    | 18 mai 2023              | 3,80                     | 3,02                    | 3,32                    |                         |                         |
|                                | 20     | 10                | 14 mars 2024                      | 30 mai 2024              | 3.62                     | 3.48                    | 3,21                    |                         |                         |
|                                | 21     | 18                | 26 septembre 2024                 | 15 mai 2025              | 2.70                     | 2.28                    | 2.20                    |                         |                         |
|                                | 22     | 18                | Jeudi 22 h                        | 16 octobre 2025          |                          |                         |                         |                         |                         |

Grey’s Anatomy est un véritable succès au niveau des audiences et ce malgré son ancienneté reste l'une des valeurs fortes de la chaîne. Elle est ainsi devenue la série médicale de prime-time la plus longue des US avec 400 épisodes au compteur.
En France, Grey's Anatomy figure toujours dans le top 10 des séries les plus suivies.

## Crossovers
Grey's Anatomy a eu plusieurs scénarios croisés avec les deux spin-offs Private Practice (2007-2013) et Grey's Anatomy : Station 19 (depuis 2018).
| Séries concernées           | Séries concernées           | Titres des épisodes | Acteurs faisant une apparition en dehors de leur série | Date de diffusion aux États-Unis | Description |
| Série A                     | Série B                     | Titres des épisodes | Acteurs faisant une apparition en dehors de leur série | Date de diffusion aux États-Unis | Description |
| --------------------------- | --------------------------- | --- | --- | -------------------------------- | --- |
| Grey's Anatomy              | Private Practice            | La Vie rêvée... ... Des autres (Grey's Anatomy S03E22 et 23) (Backdoor pilot)                                                                                                | Invités dans la série A: Paul Adelstein, Amy Brenneman, Tim Daly, Taye Diggs, Merrin Dungey, Chris Lowell, Merrin Dungey                                                                     | 3 mai 2007                       | Backdoor pilot en 2 parties. Addison part à Los Angeles voir une amie avec qui elle était en fac de médecine. Addison, toujours à Los Angeles, fait face comme elle peut à la découverte de sa stérilité. |
| Grey's Anatomy              | Private Practice            | L'Intervention... (Grey's Anatomy S05E15) Les Complications (Private Practice S02E16)                                                                                        | Invités dans la série A: Kate Walsh, Audra McDonald, Taye Diggs, Grant Show Invités dans la série B: Eric Dane, James Pickens Jr., Patrick Dempsey, Justin Chambers, Chandra Wilson          | 12 février 2009                  | Épisode en 2 parties. Addison débarque à l'hôpital, son frère Archer a un grave problème neurologique. Derek tente l'impossible pour sauver Archer. Addison aide Derek à sauver une patiente enceinte. |
| Grey's Anatomy              | Private Practice            | Un changement s'opère (Grey's Anatomy S06E11) Une seconde chance (Private Practice S03E11)                                                                                   | Invités dans la série A: Kate Walsh Invités dans la série B: Eric Dane, Leven Rambin | 14 janvier 2010                  | Épisode en 2 parties. Mark appelle Addison pour qu'elle soigne sa fille Sloan et son futur petit-fils. |
| Grey's Anatomy              | Private Practice            | Une boucherie ! (Grey's Anatomy S08E15) Cœurs brisés (Private Practice S05E15)                                                                                               | Invités dans la série A: Caterina Scorsone Invités dans la série B: Patrick Dempsey, Chyler Leigh                                                                                            | 16 février 2012                  | Épisode en 2 parties. Amélia arrive au Seattle Grace afin de faire opérer Erica, la mère du fils de Cooper, atteinte d'une tumeur au cerveau inopérable. Charlotte et Cooper accompagnent Erica à Seattle pour discuter avec Derek et Amelia au sujet de l'opération risquée.                                               |
| Grey's Anatomy              | Grey's Anatomy : Station 19 | Trouver sa place (Grey's Anatomy S14E13) (Backdoor pilot) | Invités dans la série A: Jason George, Jaina Lee Ortiz | 1er mars 2018                    | Backdoor pilot. Les pompiers de Seattle Ben Warren et Andy Herrera se rendent au Grey Sloan après avoir secouru deux garçons blessés dans l'incendie d'une maison. |
| Grey's Anatomy              | Grey's Anatomy : Station 19 | Certaines vérités (Grey's Anatomy S15E04) Sous la ville (Grey's Anatomy : Station 19 S02E02)                                                                                 | Invités dans la série A: Jaina Lee Ortiz, Jason George, Okieriete Onaodowan (en) Invités dans la série B: Kelly McCreary, Giacomo Gianniotti                                                 | 11 octobre 2018                  | Épisode en 2 parties. Un jeune garçon fait une chute dans les égouts de la ville de Seattle. Les pompiers de la caserne 19 vont tenter de le sauver avec l'aide d'Andrew DeLuca et Maggie Pierce. |
| Grey's Anatomy              | Grey's Anatomy : Station 19 | Je suis un héros (Grey's Anatomy S15E23) Du feu dans les veines (Grey's Anatomy : Station 19 S02E15)                                                                         | Invités dans la série A: Jaina Lee Ortiz, Jason George, Boris Kodjoe, Brett Tucker Invités dans la série B: Kelly McCreary                                                                   | 2 mai 2019                       | Épisode en 2 parties. Alors qu'ils interviennent pour arrêter un incendie dans une usine de café, les membres de la Station 19 doivent affronter un grand danger. Lucas Ripley, chef des pompiers est transporté au Grey-Sloan.                                                                                             |
| Grey's Anatomy : Station 19 | Grey's Anatomy              | Je connais ce bar (Grey's Anatomy : Station 19 S03E01) Une longue nuit (Grey's Anatomy S16E10)                                                                               | Invités dans la série A: Chandra Wilson, Jesse Williams, Alex Landi, Jake Borelli, Jaicy Elliot, Alex Blue Davis Invités dans la série B: Jason George                                       | 23 janvier 2020                  | Épisode en 2 parties. La Station 19 s'efforce de sauver les personnes se trouvant à l'intérieur du bar chez Joe, dont la façade a été emboutie par une voiture et menace de s'écrouler. Les docteurs du Grey Sloan s'affairent à sauver la vie de leurs collègues.                                                          |
| Grey's Anatomy : Station 19 | Grey's Anatomy              | Nothing Seems the Same (Grey's Anatomy : Station 19 S04E01) All Tomorrow's Parties The Center Won't Hold (Grey's Anatomy S17E01 et 02)                                       | Invités dans la série A: Chandra Wilson, Kevin McKidd, Stefania Spampinato Invités dans la série B: Grey Damon, Barrett Doss (en), Jay Hayden (en), Okieriete Onaodowan (en), Danielle Savre | 12 novembre 2020                 | Épisode en 3 parties. La Station 19 et le Grey Sloan s'occupent des effets du COVID-19. Meredith s'évanouie dans le parking, elle a une vision d'elle-même sur une plage, où elle voit Derek. |
| Grey's Anatomy : Station 19 | Grey's Anatomy              | Train in Vain (Grey's Anatomy : Station 19 S04E06) Helplessly Hoping (Grey's Anatomy S17E07)                                                                                 | Invités dans la série A: Giacomo Gianniotti, Stefania Spampinato Invités dans la série B: Danielle Savre, Jason George                                                                       | 11 mars 2021                     | Épisode en 2 parties. Carina et son frère Andrew poursuivent une femme soupçonnée d'être liée au trafic d'enfants. Bishop, Warren, Gibson et la police aident à l'attraper et à l'arrêter, mais Andrew est poignardé. Transféré immédiatement au Grey Sloan, Owen et Teddy se battent désespérément pour lui sauver la vie. |
| Grey's Anatomy : Station 19 | Grey's Anatomy              | Phoenix from the Flame (Grey's Anatomy : Station 19 S05E01) Here Comes the Sun (Grey's Anatomy S18E01)                                                                       | Invités dans la série A: Chandra Wilson (non créditée) Invités dans la série B: Aucun | 30 septembre 2021                | Bailey apparaît en arrière-plan au mariage de Maya et Carina. Les blessés sauvés par les pompiers de la Station 19 sont amenés au Grey Sloan. |
| Grey's Anatomy : Station 19 | Grey's Anatomy              | Things We Lost in the Fire (Grey's Anatomy : Station 19 S05E05) Saison 18 de Grey's Anatomy#Épisode 5 : Une ambiance explosiveBottle Up and Explode! (Grey's Anatomy S18E05) | Invités dans la série A: Aucun Invités dans la série B: Jaina Lee Ortiz, Jason George, Grey Damon, Barrett Doss, Jay Hayden, Okieriete Onaodowan, Stefania Spampinato, Carlos Miranda        | 11 novembre 2021                 | La quasi totalité de l'équipe de la Station 19 arrive au Grey Sloan suite a une puissante explosion lors d'une intervention qui blessa mortellement l'un de leur coéquipier. |

## Réception

### Réception critique
Grey's Anatomy a été bien accueillie par la critique. La série a obtenu un score moyen de 83 % sur Rotten Tomatoes. Emily VanDerWerff, de The A.V. Club, a donné un aperçu de l'immense succès de la série et de ses déceptions, en écrivant que l'arc de qualité est partout. Elle note la montée en puissance régulière de la première saison, la montée en flèche de la série qui est devenue un phénomène au cours de la deuxième saison, la baisse progressive au cours de la troisième saison, et « quelques moments sérieusement cahoteux » au cours de la quatrième et de la cinquième saison, qui a été interrompue par la grève des scénaristes. VanDerWerff estime que « l'ascension recommence dans la sixième saison ». Samantha Highfill d'Entertainment Weekly écrit dans une critique : « Je crois que la meilleure saison de la série à ce jour est la saison 2. Je tiens à préciser que je ne dis pas que les saisons 3 à 9 étaient mauvaises. À mon avis, il n'y a eu que quelques accalmies dans l'histoire de la série, et la plupart d'entre elles n'ont pas duré une saison entière », ajoutant : « J'apprécie toujours la série et, honnêtement, je n'arrêterai jamais de la regarder. Grey's Anatomy a été un succès télévisuel, se classant en tête de l'audimat pendant neuf saisons et entrant dans le lexique culturel par le biais d'expressions aussi racoleuses que McDreamy. La série a connu des périodes où elle était intensément irritante et d'autres où il semblait que Shonda Rhimes avait perdu ses facultés, mais elle a aussi une moyenne au bâton étonnamment élevée, en particulier avec chaque saison solide qui passe dans ce deuxième acte de son parcours ». Le site fait l'éloge de la série en déclarant : « En moyenne, c'est de la très bonne télévision, remplie de personnages intéressants et motivés qui exercent toute une gamme de professions dans le cadre hospitalier de la série. C'était, tour à tour, un bon soap, une bonne comédie romantique, un bon drame médical et une bonne série interpersonnelle sur une famille inattendue au travail ».
La première saison reçoit des critiques positives qui n'ont cessé de s'accumuler, Gary Levin de USA Today qualifiant Grey's Anatomy de l'une des meilleures émissions de télévision. Le New York Daily News a désigné Grey's Anatomy comme une « gagnante », tandis que Newsday a exprimé un avis positif en déclarant « Vous ne pouvez tout simplement pas arrêter de regarder ». Tom Shales, du Washington Post, s'est montré critique à l'égard de la première saison, trouvant qu'elle rappelait Urgences et faisant le commentaire suivant : « La série relève bien plus du calcul commercial que d'une tentative honnête d'essayer quelque chose de frais et de différent ». Peu après sa première diffusion, Maureen Ryan, du Chicago Tribune, a qualifié Grey's Anatomy de nouveau Friends (une sitcom conclue de la National Broadcasting Company (NBC) suivant la vie d'un groupe de jeunes adultes, qui, pendant toute sa durée de vie de 10 ans, a été dans le top 5 de l'audimat. La deuxième saison a été très bien accueillie par la critique : des critiques de premier plan comme Emily VanDerWerff de The A.V. Club ont qualifié la série de phénomène, ajoutant qu'il s'agissait de « l'une des meilleures séries télévisées », tandis que Samantha Highfill d'Entertainment Weekly, plus tard au cours de la dixième saison, a qualifié la deuxième saison de « meilleure saison de la série à ce jour ». Cependant, Kevin Carr, de 7M Pictures, estime que Grey's Anatomy n'est qu'une combinaison de Scrubs, Urgences, Sex and the City et La croisière s'amuse. La série a également suscité des critiques positives : Christopher Monfette, d'IGN Entertainment, a ajouté : « La deuxième saison de ce drame médical a su tisser de manière experte ses éléments caractéristiques de relations complexes, de plaisanteries fantaisistes et de leçons de vie stimulantes, le tout sur une bande-son montage-fétichiste et indie-rock ». Todd Gilchrist, également d'IGN, a qualifié la saison de « formidable », ajoutant : « En effet, c'est l'une des meilleures actuellement à la télévision. Bien qu'il reste à voir ce que les créateurs en feront, maintenant qu'elle est devenue un programme événement, la saison démontre que Rhimes et co. savent quoi faire avec les opportunités qui leur sont présentées. Que vous soyez un homme ou une femme, c'est le genre de divertissement que les dévots du petit écran et les gens qui en ont marre de la télévision ont besoin de voir ».
Les critiques ont souligné à plusieurs reprises qu'Ellen Pompeo méritait un Emmy Award.
Le personnage-titre de Grey's Anatomy, Meredith, a reçu à la fois des réactions extrêmement positives et lassantes de la part des critiques tout au long de la série, le développement du personnage ayant été salué par la majorité des critiques. Les premières réactions à l'égard de Meredith étaient mitigées ; dans une critique de 2006, Alessandra Stanley du New York Times l'a qualifiée d'« héroïne de Grey's Anatomy ». Un critique de BuddyTV a fait l'éloge du caractère unique du personnage, qualifiant Meredith d'« héroïne non conventionnelle », ajoutant que le personnage n'était « ni noir ni blanc, mais toujours… attendez de voir… de nombreuses nuances de gris ». Le critique a ajouté que même dans ses moments plus légers, elle était toujours "sombre et tordue". Ce sentiment a été partagé par Glenn Diaz qui a remarqué : « il faut aimer Mer quand elle est sombre ». Lorsque Pompeo n'a pas reçu de nomination 61e Primetime Emmy Awards, pour son travail en tant que Meredith. Mary McNamara du Los Angeles Times a suggéré que Pompeo, « a travaillé très dur… pour faire de Meredith Grey un personnage intéressant », et aurait dû recevoir une nomination. Monfette d'IGN, moins impressionné par le personnage, a critiqué son intrigue comme étant « une sous-intrigue bizarrement sous-développée sur la dépression et donnant à Derek une saison entière de remise en question à faire ». Robert Rorke, du New York Post, a critiqué la relation de Meredith avec Derek Shepherd, écrivant : « Elle avait l'habitude d'être la reine des dilemmes romantiques, mais dernièrement, elle a été un peu abrutie par les soliloques interminables de McDreamy »" Le développement du personnage a été salué par les critiques. En examinant la première partie de la huitième saison, TV Fanatic a écrit : « cette saison appartient à Meredith Grey. Elle est le cœur et l'âme de la série et a été exceptionnelle. C'est un personnage qui était si sombre et tortueux et qui est devenu une femme plus mature. Ellen Pompeo a été au sommet de son art cette saison ». Rick Porter, qui a examiné l'épisode How to Save a Life de la onzième saison pour Zap2it, a écrit : « Sans Meredith, et sans l'une des meilleures performances de Pompeo depuis qu'elle est dans la série, How to Save a Life aurait couru le risque de passer pour un épisode de mort purement manipulateur, comme la série en a déjà fait plusieurs auparavant ». Il ajoute que « How to Save a Life n'est peut-être pas l'épisode idéal pour Ellen Pompeo, étant donné que Meredith est hors champ pendant plus de la moitié de l'épisode. Mais c'est parmi le meilleur travail qu'elle ait jamais fait dans la série ». Janalen Samson, de BuddyTV, a salué l'évolution de Meredith tout au long de la série : « Quand on voit à quel point ce personnage a grandi en onze saisons, c'est vraiment étonnant. Félicitations à Ellen Pompeo pour son excellent travail. Elle a réussi l'impossible, car je me soucie vraiment de ce qui arrive à Meredith Grey ». En examinant le premier épisode de la saison 12, Sledgehammer, les critiques, dont Alex Hawkins de la Western Gazette, ont à nouveau souligné que Pompeo méritait un Emmy Award.
La majorité des seconds rôles de Grey's Anatomy ont également été bien accueillis, Rorke du New York Post estimant que Stevens est « le cœur et l'âme » de Grey's Anatomy, tandis qu'Eyder Peralta du Houston Chronicle a critiqué le développement de son personnage, déclarant : « [Elle] est la raison pour laquelle je ne regarde plus Grey's Anatomy ». Kelli Catana du Huffington Post a nommé Yang « le meilleur personnage » et a estimé que « la relation Meredith/Yang est la plus vraie amitié de la télévision de réseau ». Lauren Shotwell, rédactrice de Television Without Pity (en), a affirmé que Yang est « le seul de ces cinq [résidents] qui agit régulièrement comme un vrai médecin ». Analysant Alex Karev, Rachel Simon l'a qualifié de « sous-estimé », et elle a souligné que sa croissance personnelle ne semble jamais être reconnue, car « Alex a évolué, lentement et de manière réaliste, en une personne véritablement bonne dont les défauts ne disparaissent pas miraculeusement, mais s'effacent au profit de bien meilleures qualités ». Robert Bianco, de USA Today, a déclaré que Dempsey avait « une façon apparemment sans effort d'humaniser l'attrait 'rêveur' de Derek avec son ego et sa vanité ». Son amitié avec Mark Sloan a été bien accueillie. Victor Balta a déclaré : « Ils ont fait preuve d'une alchimie facile qui leur a permis d'apporter un certain soulagement comique à l'hôpital Seattle Grace ». Addison Forbes-Montgomery a été jugée « impertinente, brillante et intéressante ». TV Guide a déclaré à propos du passage de Walsh dans Grey's Anatomy qu'elle « ajoute du piquant à une série déjà chaude ». Callie Torres, qui avait déjà reçu des critiques mitigées, a été saluée pour son scénario bisexuel. Les critiques ont ajouté que le personnage a été ancré par les performances stellaires de Sara Ramírez. Lexie Grey, après avoir été initialement critiquée, est devenue la favorite des critiques dans la série. Alex Keen, de The Trades, a écrit que « la présence et la confiance de Lexie ont beaucoup augmenté… et l'actrice, Chyler Leigh, fait un travail fantastique pour rendre cette progression transparente. Depuis que la série a désamorcé la tension entre la petite Grey et la grande Grey (alias Meredith), Lexie a une navigation claire tout au long de la saison et vole la vedette en tant que l'un des meilleurs personnages actuels de la série ».
Avec le départ de plusieurs membres du casting au fil des saisons, de nombreux nouveaux personnages ont été ajoutés à l'ensemble de la série. McKidd et Capshaw ont été qualifiés de « nouveaux ajouts » à la série par Monfette de IGN. Matt Roush de TV Guide a commenté : « Hunt est la chose la plus encourageante qui soit arrivée à Grey's Anatomy depuis un bon moment ». Matt Mitovich de TV Guide a noté que Robbins « s'est rapidement imposée comme la favorite des fans », la décrivant comme u« ne bouffée d'air frais dans les couloirs souvent agités du Seattle Grace ». En ce qui concerne April Kepner et Jackson Avery, Courtney Morrison de TV Fanatic a écrit : « April a grandi depuis l'introduction de son personnage… elle est honnête. Une fille qui a des principes est une fille que vous voulez bien faire ». Il a décrit April et Avery comme « un couple que les téléspectateurs peuvent encourager ». En parlant des nouveaux membres du casting, en plus des autres membres originaux, Robert Bianco de USA Today les a qualifiés de « meilleur ensemble de la série depuis des années ».
En ce qui concerne la troisième saison, Bill Carter du New York Times a qualifié Grey's Anatomy de « série la plus chaude de la télévision », ajoutant : « [Aucune série] n'est attendue au tournant : [Aucune série] ne devrait contester à Grey's Anatomy la prééminence aux heures de grande écoute ». Contrastant avec l'opinion de Carter, Monfette, de IGN, a déclaré que la série s'est rapidement retrouvée « embourbée dans l'ennuyeux et l'absurde », ajoutant : « Cette troisième saison peut très bien représenter un cas de sur-écriture d'un concept qui a, peut-être tragiquement, épuisé son carburant narratif ». À la fin de la troisième saison, Gregory Kirschling d'Entertainment Weekly a déclaré que « la série manquait d'un moment de bonheur et de chaleur », ajoutant que « la saison ne vous laissait pas mourir d'envie de voir la première saison [suivante] ». En ce qui concerne la quatrième saison, Laura Burrows d'IGN a déclaré que la série était devenue « un peu plus que médiocre, mais moins que fantastique », ajoutant : « Cette saison a prouvé que même une forte chimie et un bon jeu d'acteur ne peuvent pas sauver une série qui souffre de l'inévitable intrigue recyclée ».
Contrairement aux réactions modérément négatives que les troisième et quatrième saisons ont suscitées, Alan Sepinwall du Star-Ledger a déclaré à propos de la cinquième saison : « Dans l'ensemble, elle ressemble plus au bon vieux temps que Grey's Anatomy ne l'a fait depuis longtemps ». Misha Davenport du Chicago Sun-Times a déclaré que la cinquième saison « frappe sur toutes les choses que la série fait si bien », ajoutant : « Il y a de la romance, des déchirements, de l'humour et quelques moments qui émouvront les fans jusqu'aux larmes ». Brian Lowry de Variety, moins impressionné, a estimé que la saison cinq montrait que la série était à court d'intrigues. À propos de la sixième saison, Bianco de USA Today a écrit : « Grey's a toujours aimé les grands gestes. On les aime ou on ne les aime pas ; la seule vraie question est de savoir si la série les réussit ou pas. Cette année, elle l'a fait ».
La série a obtenu un score de 66 sur 100 sur Metacritic, sur la base de cinq critiques de la septième saison. En réponse à la saison, Bianco de USA Today a commenté : « Heureusement, elle semble maintenant avoir atterri sur un terrain solide ». Toujours à propos de la septième saison, Jennifer Armstrong d'Entertainment Weekly a déclaré : « C'est dans les réverbérations émotionnelles de la fusillade que la série se régénère après les quelques dernières saisons à succès », tandis que Verne Gay de Newsday a commenté : « Malheureusement, ils se sont contentés de réponses beaucoup trop faciles et faciles pour la plupart ». HitFix a fait une critique positive en disant que « la septième saison a été dans l'ensemble l'une des plus fortes de la série » et a ajouté : « Il fut un temps où Grey's Anatomy était une série où je souffrais à travers beaucoup de choses qui me faisaient grimacer pour arriver à ces moments géniaux de mélodrame qu'elle pouvait si bien faire. Au cours des deux dernières années, elle a évolué vers une série au ton beaucoup plus cohérent, qui ne m'émeut pas aussi souvent qu'au début, mais qui me fait rarement douter de mes raisons de la regarder ». En parlant de la huitième saison, Mandi Bierly d'Entertainment Weekly l'a qualifiée de « saison moyenne », et Lesley Goldberg du Hollywood Reporter l'a qualifiée d'« émotionnelle ». Reconnaissant également la base de fans, Verne Gay de Newsday a écrit « Grey's a eu une bonne saison et a une base de fans intensément loyale pour le prouver » concernant la huitième saison.
La neuvième saison a reçu des critiques plus positives, Rob Salem du Toronto Star l'a qualifiée de « solide retour en forme ». Louant l'amitié entre Meredith et Cristina d'Entertainment Weekly a écrit : « Il y a encore une bonne raison de continuer à regarder : où d'autre pouvez-vous trouver des amitiés aussi profondes entre des collègues féminines ». La dixième saison a également été marquée par des éloges, Annie Barrett d'Entertainment Weekly a écrit « Il y a une vraie tristesse ici, parallèlement à la passion, ce qui maintient leur dynamique si intrigante pour moi ». Caroline Siede de The A.V. Club a écrit dans sa critique de la dixième saison « Au mieux, Grey's Anatomy parle de bravoure, de sacrifice et de courage au quotidien. Au pire, c'est un feuilleton mélodramatique et moralisateur. Les deux côtés sont exposés alors que la série se dirige avec confiance vers sa 10e saison ». De nombreuses sources, dont Rachel Simon de Bustle et Nicole Pomarico de Wetpaint, ont affirmé que la performance de Sandra Oh lors de sa dernière saison dans Grey's Anatomy méritait une nomination aux Emmy.
Bryce Olin, de Netflix, a classé Grey's Anatomy au 9e rang des 50 meilleures séries télévisées sur Netflix en déclarant : « C'est difficile à dire, mais si l'on se base sur les choix de casting de Grey's Anatomy et sur la représentation révolutionnaire des femmes médecins dans la série, je suis prêt à soutenir que Grey's Anatomy est le meilleur drame médical de tous les temps. Il est évident que Shonda Rhimes n'a pas réinventé la roue avec cette série, mais on ne peut nier sa popularité », ajoutant : « Je comprends son importance dans la sphère de la culture pop ». Il a également déclaré que la série pourrait monter plus haut dans les rangs avec la prochaine saison en déclarant : « Apparemment, les fans de Grey's Anatomy sont passionnés par leur série, même si on dirait qu'ils se sont renfermés sur eux-mêmes ces dernières années. J'adorerais faire monter Grey's Anatomy encore plus haut dans le classement, mais je vais devoir attendre que la onzième saison arrive sur Netflix ».
La série a été critiquée pour sa gestion d'une controverse : Le scandale de Grey's Anatomy tournait autour de l'acteur Isaiah Washington qui avait utilisé une insulte homophobe sur le plateau. La couverture médiatique grand public a fait de ce scandale le bouc émissaire de « la masculinité noire qui perpétue l'homophobie, contenant ainsi la différence sexuelle et raciale au nom de la tolérance ». La série a en outre été condamnée pour sa réaction critique à l'égard de Washington, tout en ignorant la culture hétéro-normative et hétéro-sexiste plus large de l'Amérique.

### Impact
Grey's Anatomy a été considérée comme ayant un impact sur la culture par la rédactrice en chef de Entertainment Weekly, Lori Majewski, qui écrit : « Grey's Anatomy n’est pas simplement un spectacle, c’est un phénomène. » Lorsque la finale est diffusée, chaque lieu à New York Jace Lacob du Daily Beast a également estimé que le spectacle avait un impact, comparant son succès à celui de Friends et le qualifiant de « phénomène culturel ». Steve Sternberg, analyste médiatique chez Magna Global USA, a expliqué que l'émission attirait un large public : « Environ 80 % des ménages aux heures de grande écoute ne disposent que d'un téléviseur. Les gens recherchent des émissions qu'ils peuvent regarder avec d'autres membres de leur ménage. » Grey's Anatomy a introduit une vague de « mc-label », depuis qu’elle surnomme le personnage de Dempsey « McDreamy ». Le journal canadien National Post considère cette tendance comme un « phénomène ». Analysant l'impact de l'émission sur la culture, Dessylyn Arnold de Yahoo! ont souligné que la tendance du "mc-étiquetage" avait été parodiée dans d'autres émissions, notamment Urgences et Degrassi : La Nouvelle Génération. Mark Lawson du Guardian a attribué à Grey's Anatomy la popularisation du "songtage", ou segments de montage musicaux. Parodiant cela, MADtv a créé une parodie sur la série en 2006, se moquant des scènes émotionnelles de la série, y compris celles accompagnées d'un montage musical.
Grey's Anatomy a également contribué à redéfinir la « bonne » télévision; The A.V. Club écrit : « Depuis que les Soprano ont fait irruption sur la scène, nous avons trop souvent qualifié une émission de "bonne" en raison de son attachement strict au modèle sombre, violent et centré sur l'homme défini par cette émission en particulier. À son meilleur, Grey's Anatomy a été l’une des meilleures émissions à la télévision, et au moins fascinante à regarder. Regarder cela de côté, c’est réduire inutilement la définition de ce que peut être une bonne télévision. La télé est à son meilleur quand elle se connecte émotionnellement, et même quand elle semble heurter d'une autre manière joyeusement une falaise, Grey's Anatomy n'est qu'un lien émotionnel, qui est plus que d'autres, montre toujours mieux peut dire. » La série classée au numéro 66 sur la liste "New TV Classics" d’Entertainment Weekly a été déclarée comme la troisième émission la mieux notée pour les dix premières années de l'Internet Movie Database (2002-2012). Les prémisses de la série ont inspiré la création de A Corazón Abierto, une adaptation colombienne qui a donné naissance à une version mexicaine du même titre.
Une autre étude menée par Brian Quick de l’université de l'Illinois a révélé que l’émission décrivait les médecins comme « intelligents, beaux, capables, et intéressants », ce qui amène les téléspectateurs à associer des médecins du monde réel. La résidente en chirurgie Karen Zink, MD, a estimé que la représentation des internes par la série était inexacte, ajoutant : « Aucun des personnages n'a de poche sous les yeux. Ils sortent tous de l'hôpital habillés mignons, avec leurs cheveux coiffés et leur maquillage. C'est si loin éloigné de la réalité des stagiaires. Vous ne faites que traîner vos fesses pour essayer de rester en vie. Vous n’avez pas le temps de vous coiffer. Vous n’avez pas le temps de vous maquiller. Chaque stagiaire en chirurgie a des poches sous les yeux. »
En 2011, une femme résidant à Sheboygan, dans le Wisconsin, est devenue insensible à cause d'une crise d'asthme. Incapables d'attendre une ambulance, sa fille et une amie lui ont pratiqué une réanimation cardio-respiratoire (RCP), apprise grâce à Grey's Anatomy. En 2017, une Israélienne a sauvé son mari en effectuant un massage cardiaque qu'elle avait appris de Grey's Anatomy. La femme a effectué un massage cardiaque pendant 20 minutes avant que le personnel médical n'arrive et ne soit transférée au centre médical de Shaare Zedek. La première mi-saison de la quatorzième saison s'intitulait 1-800-799-7233, la ligne directe nationale contre la violence domestique; à sa sortie, le 18 janvier 2018, la décision a été accueillie favorablement. Les téléspectateurs ont changé leurs noms d'utilisateur Twitter et ont utilisé la même plate-forme et utilisé la plate-forme pour sensibiliser à la fois au service d'assistance téléphonique et au problème de la violence domestique.
L'impact de la série fait parfois réagir des instances inattendues : en réaction à l'épisode 11 de la saison 16, où un jeune sportif s'avère être un utilisateur de cigarette électronique et avoir des poumons « semblables à ceux d'un fumeur de 60 ans », la Fivape a décidé de saisir le CSA, craignant que Grey's Anatomy ne porte préjudice à ce secteur. Claire Brault, la responsable de la communication chez le Petit vapoteur, estime qu'« effectivement, c'est une fiction mais l'enjeu est trop important ! Cette idée fausse de la Vape n'est pas du tout représentative de la Vape ».

## Musique
À l'image de son générique (Cosy in the Rocket, interprété par Psapp), la bande sonore des épisodes est constituée de chansons pop-rock généralement interprétées par des artistes de la scène alternative anglophone. La qualité des sélections musicales a suscité la parution d'album de compilations des morceaux, généralement un par saison. Par ailleurs, les titres originaux des épisodes sont ceux de morceaux pop-rock connus, à commencer par A Hard Day's Night (chanson des Beatles), premier épisode de la saison 1.
Souvent il s'agit de chansons de Sleeping at Last, Kate Havnevik, The Chalets, Butterfly Boucher, Snow Patrol, The Fray, Thirteen Senses ou encore d'Ingrid Michaelson, Aron Wright. On retrouve aussi quelques musiques d'Andrew Belle, de Birdy, d'Adele ou d'Angus and Julia Stone, Erin McCarley, Freya Ridings ou encore Coco Bans, Alessia Cara, Rihanna et John Legend.

## Coffrets DVD
Des coffrets DVD des saisons 1 à 10 sont sortis. Le DVD de la onzième saison est sortie le 18 août 2015 aux États-Unis.
En France, les 16 premières saisons sont déjà en vente. La 11e saison est sortie le 15 décembre 2015.
La 12e saison est sortie le 7 décembre 2016.
Au Québec, seulement les saisons 1 à 6 offrent une bande sonore française.

## Séries dérivées

### Private Practice
Private Practice est une série dérivée. Kate Walsh habitant à Los Angeles, elle devait se déplacer pour aller sur les plateaux de tournages de Grey's Anatomy. Au bout d'un certain temps, elle fit part à Shonda Rhimes du fait que cela commençait à l'embêter et l'idée commença à germer d'un spin-off avec Addison comme fil conducteur entre les deux séries. De nombreux acteurs de séries ont ou ont eu ce genre de problèmes, comme Gary Sinise (qui a choisi de jouer dans la série Les Experts : Manhattan uniquement pour être chez lui à New York) ou encore John Shea (Lex Luthor dans la série Loïs et Clark, qui demanda que son personnage meure à la fin de la saison 1 pour arrêter les aller-retours entre son domicile de New York et les plateaux de tournage à Hollywood). La série Private Practice devrait alors être tourné à Los Angeles, pour éviter des déplacements à Kate Walsh.
Ce sont les épisodes 22 et 23 de la saison 3 de Grey's Anatomy qui ont servi de pilote à la série Private Practice, la réaction des fans fut positive donc la série fut lancée à la rentrée 2007 (l'actrice jouant Naomie fut changée entre les épisodes pilotes et le début de la série). Mais la première saison de Private Practice coïncida avec la grève des scénaristes (voir Grève de la Writers Guild of America de 2007), et seulement neuf épisodes sur les treize prévus furent tournés. Il n'y eut donc aucun cross-over entre les deux séries, mais Kate Walsh revint lors d'un épisode de la saison 4 de Grey's Anatomy : l'épisode 13 où Addison découvre ce qui a changé dans la vie de l'hôpital et dans la vie de ses anciens confrères.
Le 20 octobre 2012, Shonda Rhimes a annoncé via son compte twitter que Private Practice se termine officiellement à l'issue de sa sixième saison.

### Station 19
Le 16 mai 2017, il est annoncé que Stacy McKee, productrice et scénariste de Grey's Anatomy, allait lancer une nouvelle série dérivée se concentrant cette fois sur des pompiers. Elle est prévue pour la mi-saison 2018. Jaina Lee Ortiz (Andy Herrera) et Jason George (Ben Warren), rejoignent la distribution. Le 8 octobre 2017, il est annoncé que les acteurs, Grey Damon (Jack Gibson), Okieriete Onaodowan (en) (Dean Miller), Danielle Savre (Maya Bishop), Barrett Doss (en) (Victoria Hughes), Jay Hayden (en) (Travis Montgomery), rejoignent également la distribution. Le titre de la série, Station 19, est dévoilé le 25 janvier 2018.
Quelques personnages de Grey's Anatomy apparaissent régulièrement dans Station 19. C'est par exemple le cas du Dr Bailey. Plusieurs crossovers ont également été réalisés entre les deux séries et d'autres sont déjà prévus.
Le 8 décembre 2023, la série est annulée après 7 saisons.

## Produits dérivés

### Publications
- Laurent Jullier, Barbara Laborde, Grey's Anatomy: Du cœur au care, PUF, septembre 2012  (ISBN 978-2-13-060658-1)

### Jeux vidéo
Ubisoft le créateur français de jeux vidéo a lancé en mars 2009 sur Nintendo DS, Nintendo Wii et en jeu PC le format jeu vidéo de Grey's Anatomy.
Le jeu vidéo permet au joueur d'incarner Meredith Grey et ses ami(e)s. La vie de chirurgien ne serait pas aussi dure s'il n'y avait pas d'histoires sentimentales entre les médecins. Des dialogues entre les personnages; le tout développé en mode roman photo.

## Distinctions
Sauf indication contraire, les informations mentionnées dans cette section peuvent être confirmées par la base de données cinématographiques IMDb,  présente dans la section « Liens externes ».